# 2017-es Eurovíziós Dalfesztivál
A 2017-es Eurovíziós Dalfesztivál (angolul: Eurovision Song Contest 2017, franciául: Concours Eurovision de la chanson 2017, ukránul: Пісенний конкурс Євробачення 2017) a hatvankettedik Eurovíziós Dalfesztivál, amit Ukrajnában rendeztek meg, mivel a 2016-os Eurovíziós Dalfesztivált az ukrajnai Jamala 1944 című dala nyerte. Ez volt a második olyan dalfesztivál, aminek Kijev adott otthont a 2005-ös verseny után, illetve a negyedik Eurovíziós esemény a 2009-es és 2013-as Junior Eurovíziós Dalfesztivál után. Az első elődöntőre 2017. május 9-én, a második elődöntőre május 11-én, a döntőre pedig május 13-án került sor.
Eredetileg 43 ország erősítette meg részvételét a dalfesztiválra, beleértve Portugáliát és Romániát is, melyek egy kihagyott év után vettek részt újból. Bosznia-Hercegovina viszont visszalépett a versenytől, illetve a határidő után Oroszország is, mivel az ország versenyzőjét a házigazda Ukrajna törvényeinek megsértése miatt három évre kitiltották Ukrajna területéről. Így végül 42 ország vett részt a 2017-es Eurovíziós Dalfesztiválon.
A 2017-es dalfesztivál elődöntőit és döntőjét körülbelül 182 millió ember látta, ami 22 milliós visszaesés a előző évhez képest.

## A helyszín és a verseny témája
A határidő lejártáig hat város nyújtotta be hivatalosan pályázatát a 2017-es Eurovíziós Dalfesztivál rendezési jogának megszerzéséért. Eredetileg a cserkaszi Centralnij Stadion, a vinnicjai Centralnij Stadion és Irpiny is jelezték, hogy szívesen otthont adnának a rendezvénynek.
A szervezők rendhagyó módon, 2016. július 20-án egy televíziós műsor keretében mutatták be a hat még versenyben levő pályázót. A Bitva miszt (magyarul: A városok csatája) című műsor – melyet az interneten is figyelemmel lehetett kísérni – házigazdája az ország eurovíziós kommentátora, Tyimur Mirosnicsenko volt. Az adásban a verseny szervezőbizottsága, médiaszemélyiségek, újságírók, zenei szakértők és rajongók mellett megjelent a 2004-es Eurovíziós Dalfesztivál ukrán győztese, Ruslana, továbbá a pályázó városok egy-egy elöljárója is.
Július 22-én jelentették be a szervezők, hogy a kiválasztási folyamat utolsó fázisába három város jutott be: a főváros, Kijev, Dnyipro és Odessza. További pályázók voltak még a herszoni Jubilejnij Koncertterem, a harkivi Metaliszt Oblaszt Sportkomplexum, a lvivi Arena Lviv és a város egy befejezetlen stadionja is.
Augusztus 25-én vált hivatalossá, hogy a szervezők visszavonták Dnyipro pályázatát. A lehetséges helyszín a Dnyipro-Arena lett volna.
A végső döntést szeptember 9-én jelentették be, ennek értelmében a versenynek a 14 000 férőhelyes kijevi Nemzetközi Kiállítási Központ ad otthont. A pályázat utolsó szakaszába még az odesszai Csornomorec Stadion is bejutott, de a szervezők előbbi javára döntöttek.
A dalfesztivál hivatalos mottója Celebrate Diversity lett, azaz Ünnepeljük a sokszínűséget.
2017. február 27-én jelentették be a dalverseny három műsorvezetőjét Olekszandr Szkicsko, Volodimir Osztapcsuk és Tyimur Mirosnicsenko személyében. Utóbbi korábban az Eurovíziós és Junior Eurovíziós Dalfesztiválok kommentátoraként, a januári elődöntős sorsolás egyik házigazdájaként, valamint a 2009-es és 2013-as Junior Eurovíziós Dalfesztivál műsorvezetőjeként volt érintett eurovíziós eseményekben. Emellett ez volt az első alkalom, hogy három férfi házigazdája lesz a rendezvénynek, valamint az első, 1956-os dalfesztivál óta a második alkalom, hogy nem volt női műsorvezető.

## A résztvevők
2016. április 21-én jelentette be a portugál műsorsugárzó, hogy az ország egy kihagyott év után visszatér a versenybe, ahogy Románia is, mely eredetileg részt vett volna a 2016-os Eurovíziós Dalfesztiválon, azonban az Európai Műsorsugárzók Uniója pár héttel a verseny előtt kizárta az országot az állami televízió évek óta felhalmozott tartozásai miatt. Utóbbi szeptember 21-én jelezte részvételi szándékát, így végül 43 állam vett volna részt a 2017-es Eurovíziós Dalfesztiválon, mely megegyezik a 2008-as és a 2011-es rekord létszámmal, azonban 2017. április 13-án az orosz részvételért felelős Pervij Kanal bejelentette, hogy visszalép a versenytől és nem is közvetíti azt, mivel énekesüket az ukrán törvények megsértése miatt három évre kitiltották Ukrajna területéről, és a két ország nem tudott megállapodni a kérdésben.
Bosznia-Hercegovina az állami televízió rossz anyagi helyzetére hivatkozva mondott le a szereplésről szeptember 28-án.
Andorra távolmaradása május 19-én vált hivatalossá. A törpeállam utoljára 2009-ben volt jelen a dalfesztiválon, így ez lesz sorozatban a nyolcadik verseny az ország nélkül. Hasonlóan döntött a luxemburgi műsorsugárzó is: a nagyhercegség utoljára 1993-ban indult, így ez lesz sorozatban a huszonnegyedik verseny, melyen az ország nem képviselteti magát. A verseny eddigi egyetlen afrikai résztvevője, Marokkó ezúttal sem vesz részt: az ország eddig csak egyszer, 1980-ban szerepelt. A dalfesztivál legkisebb területű országa, Monaco – mely utoljára 2006-ban indult – augusztus 19-én jelentette be, hogy nem tér vissza, sorozatban a tizenegyedik évet kihagyva ezzel. Szlovákia október 24-én, Törökország pedig egy nappal korábban jelezte, hogy nem csatlakozik a mezőnyhöz. Mindkét ország sorozatban ötödik alkalommal marad távol a versenytől.
A bolgár Kristian Kostov, aki egyben a mezőny legfiatalabb indulója, a dalfesztivál első 2000-es években született résztvevője. Továbbá két olyan énekes is jelen lesz a mezőnyben, akinek valamelyik rokona korábban szintén képviselte országát a versenyen: az izlandi versenyző, Svala édesapja, Bo Halldórsson, Izland 1995-ös versenyzője volt, ezúttal pedig pontbejelentő lesz, míg a máltai Claudia Faniello bátyja, Fabrizio Faniello 2001-ben és 2006-ban is jelen volt a dalfesztiválon. A verseny történetében először Fehéroroszország dala nem angolul, hanem belaruszul hangzott el.
| Ország             | Műsorsugárzó       | Előadó                            | Dal                  | Nyelv          | Dalszerző(k)                                                                       |
| ------------------ | ------------------ | --------------------------------- | -------------------- | -------------- | ---------------------------------------------------------------------------------- |
| Albánia            | RTSH               | Lindita                           | World                | angol          | Big Basta Lindita Halimi Klodian Qafoku                                            |
| Ausztrália         | SBS                | Isaiah                            | Don’t Come Easy      | angol          | Michael Angelo Anthony Egizii David Musumeci                                       |
| Ausztria           | ORF                | Nathan Trent                      | Running on Air       | angol          | Bernhard Penzias Nathan Trent                                                      |
| Azerbajdzsán       | İTV                | Dihaj                             | Skeletons            | angol          | Sandra Bjurman Isa Melikov                                                         |
| Belgium            | RTBF               | Blanche                           | City Lights          | angol          | Emmanuel Delcourt Ellie Delvaux Pierre Dumoulin                                    |
| Bulgária           | BNT                | Kristian Kostov                   | Beautiful Mess       | angol          | Johan Alkenäs Sebastian Arman Alexander V. Blay Borislav Milanov Joacim Persson    |
| Ciprus             | CyBC               | Hovig                             | Gravity              | angol          | Thomas G:son                                                                       |
| Csehország         | ČT                 | Martina Bárta                     | My Turn              | angol          | DWB Kyler Niko                                                                     |
| Dánia              | DR                 | Anja                              | Where I Am           | angol          | Michael D'Arcy Anja Nissen Angel Tupai                                             |
| Egyesült Királyság | BBC                | Lucie Jones                       | Never Give Up on You | angol          | Emmelie de Forest Lawrie Martin Daniel Salcedo                                     |
| Észtország         | ERR                | Koit Toome & Laura                | Verona               | angol          | Sven Lõhmus                                                                        |
| Fehéroroszország   | BTRC               | Naviband                          | Story of My Life     | belarusz       | Arcjom Lukjanienka                                                                 |
| Finnország         | Yle                | Norma John                        | Blackbird            | angol          | Lasse Piirainen Leena Tirronen                                                     |
| Franciaország      | France Télévisions | Alma                              | Requiem              | francia, angol | Nazim Khaled Alexandra Maquet                                                      |
| Görögország        | ERT                | Demy                              | This Is Love         | angol          | John Ballard Dimítrisz Kondópulosz Romy Papadea                                    |
| Grúzia             | GPB                | Tamara Gachechiladze              | Keep the Faith       | angol          | Tamara Gachechiladze Anri Jokhadze                                                 |
| Hollandia          | AVROTROS           | O’G3NE                            | Lights and Shadows   | angol          | Rory de Kievit Rick Vol                                                            |
| Horvátország       | HRT                | Jacques Houdek                    | My Friend            | angol, olasz   | Jacques Houdek Arjana Kunštek Fabrizio Laucella Tony Malm Ines Prajo Siniša Reljić |
| Írország           | RTÉ                | Brendan Murray                    | Dying to Try         | angol          | Jörgen Elofsson James Newman                                                       |
| Izland             | RÚV                | Svala                             | Paper                | angol          | Einar Egilsson Lily Elise Lester Mendez Svala Björgvinsdóttir                      |
| Izrael             | IBA                | Imri                              | I Feel Alive         | angol          | Penn Hazut Dolev Ram                                                               |
| Lengyelország      | TVP                | Kasia Moś                         | Flashlight           | angol          | Pete Barringer Rickard Bonde Truumeel Kasia Moś                                    |
| Lettország         | LTV                | Triana Park                       | Line                 | angol          | Kristaps Ērglis Agnese Rakovska Kristians Rakovskis                                |
| Litvánia           | LRT                | Fusedmarc                         | Rain of Revolution   | angol          | Viktorija Ivanovskaja Michail Levin Denis Zujev                                    |
| Macedónia          | MRT                | Jana Burčeska                     | Dance Alone          | angol          | Florance A. Johan Alkenäs Borislav Milanov Joacim Persson                          |
| Magyarország       | MTVA               | Pápai Joci                        | Origo                | magyar         | Pápai Joci                                                                         |
| Málta              | PBS                | Claudia Faniello                  | Breathlessly         | angol          | Gerard James Borg Philip Vella Sean Vella                                          |
| Moldova            | TRM                | SunStroke Project                 | Hey Mamma            | angol          | Mihail Cebotarenco Alina Galetskaya Anton Ragoza Sergey Stepanov Sergei Yalovitsky |
| Montenegró         | RTCG               | Slavko Kalezić                    | Space                | angol          | Iva Boršić Adis Eminić Momčilo Zeković "Zeko"                                      |
| Németország        | NDR                | Levina                            | Perfect Life         | angol          | Dave Bassett Lindsey Ray Lindy Robbins                                             |
| Norvégia           | NRK                | Jowst                             | Grab the Moment      | angol          | Jonas McDonnell Joakim With Steen                                                  |
| Olaszország        | RAI                | Francesco Gabbani                 | Occidentali’s Karma  | olasz          | Luca Chiaravalli Filippo Gabbani Francesco Gabbani Fabio Ilacqua                   |
| Örményország       | AMPTV              | Artsvik                           | Fly with Me          | angol          | Avet Barszegján Levon Navaszardján Lilit Navaszardján David Cerunján               |
| Portugália         | RTP                | Salvador Sobral                   | Amar pelos dois      | portugál       | Luísa Sobral                                                                       |
| Románia            | TVR                | Ilinca feat. Alex Florea          | Yodel It!            | angol          | Mihai Alexandru Alexa Niculae                                                      |
| San Marino         | SMRTV              | Valentina Monetta & Jimmie Wilson | Spirit of the Night  | angol          | Steven Barnacle Ralph Siegel Jutta Staudenmayer                                    |
| Spanyolország      | RTVE               | Manel Navarro                     | Do It for Your Lover | spanyol, angol | Manel Navarro Antonio "Rayito" Rayo                                                |
| Svájc              | SRG SSR            | Timebelle                         | Apollo               | angol          | Alessandra Günthardt Nicolas Günthardt Elias Näslin                                |
| Svédország         | SVT                | Robin Bengtsson                   | I Can’t Go On        | angol          | David Kreuger Hamed "K-One" Pirouzpanah Robin Stjernberg                           |
| Szerbia            | RTS                | Tijana Bogićević                  | In Too Deep          | angol          | Johan Alkenäs Lisa Desmond Borislav Milanov Joacim Persson                         |
| Szlovénia          | RTVSLO             | Omar Naber                        | On My Way            | angol          | Omar Naber Žiga Pirnat                                                             |
| Ukrajna            | UA:PBC             | O.Torvald                         | Time                 | angol          | Zsenija Halics Jevhen Kamencsuk Gyenyisz Mizsjuk                                   |

### Visszatérő előadók
2005 után másodszor vesz részt a versenyen a szlovén Omar Naber. Érdekesség, hogy első részvételén is Kijev volt a rendező város. Szintén másodjára szerepel a moldáv SunStroke Project, mely 2010-ben Olia Tirával együtt képviselte az országot. Ugyancsak második alkalommal versenyez az észt Koit Toome és Laura is: előbbi 1998-ban, utóbbi pedig 2005-ben, szintén Kijevben, a Suntribe együttes tagjaként állt színpadra. A San Marinó-i Valentina Monettának viszont ez lesz a negyedik részvétele 2012, 2013 és 2014 után. A holland O’G3NE együttes korábban a 2007-es Junior Eurovíziós Dalfesztiválon, Lisa, Amy és Shelley néven képviselte Hollandiát. Az izraeli Imri Ziv korábban 2015-ben és 2016-ban háttérénekesként vett részt az izraeli produkciókban, ahogy a szerb Tijana Bogićević is 2011-ben, Nina mögött. A grúz Tamara Gachechiladze pedig már 2009-ben képviselte volna Grúziát a Stephane & 3G tagjaként, azonban az együttes dalát kizárták politikai tartalma miatt, és végül az ország nem is vett részt a moszkvai versenyen. Dalának egyik szerzője Anri Jokhadze, aki 2008-ban háttérénekes volt, 2012-ben pedig Grúzia versenyzője. Szintén visszatér a svéd Robin Stjernberg, Svédország 2013-as képviselője, aki ezúttal országa dalának elkészítésében vett részt. A 2013-as dalfesztivál győztese, a dán Emmelie de Forest pedig a brit dal társszerzőjeként lesz jelen a mezőnyben.
| Előadó                               | Ország     | Előző év(ek)                |
| ------------------------------------ | ---------- | --------------------------- |
| Koit Toome (Laurával)                | Észtország | 1998                        |
| Laura (Koit Tooméval)                | Észtország | 2005 (a Suntribe tagjaként) |
| SunStroke Project                    | Moldova    | 2010 (Olia Tirával)         |
| Omar Naber                           | Szlovénia  | 2005                        |
| Valentina Monetta (Jimmie Wilsonnal) | San Marino | 2012, 2013, 2014            |

### A magyar résztvevő

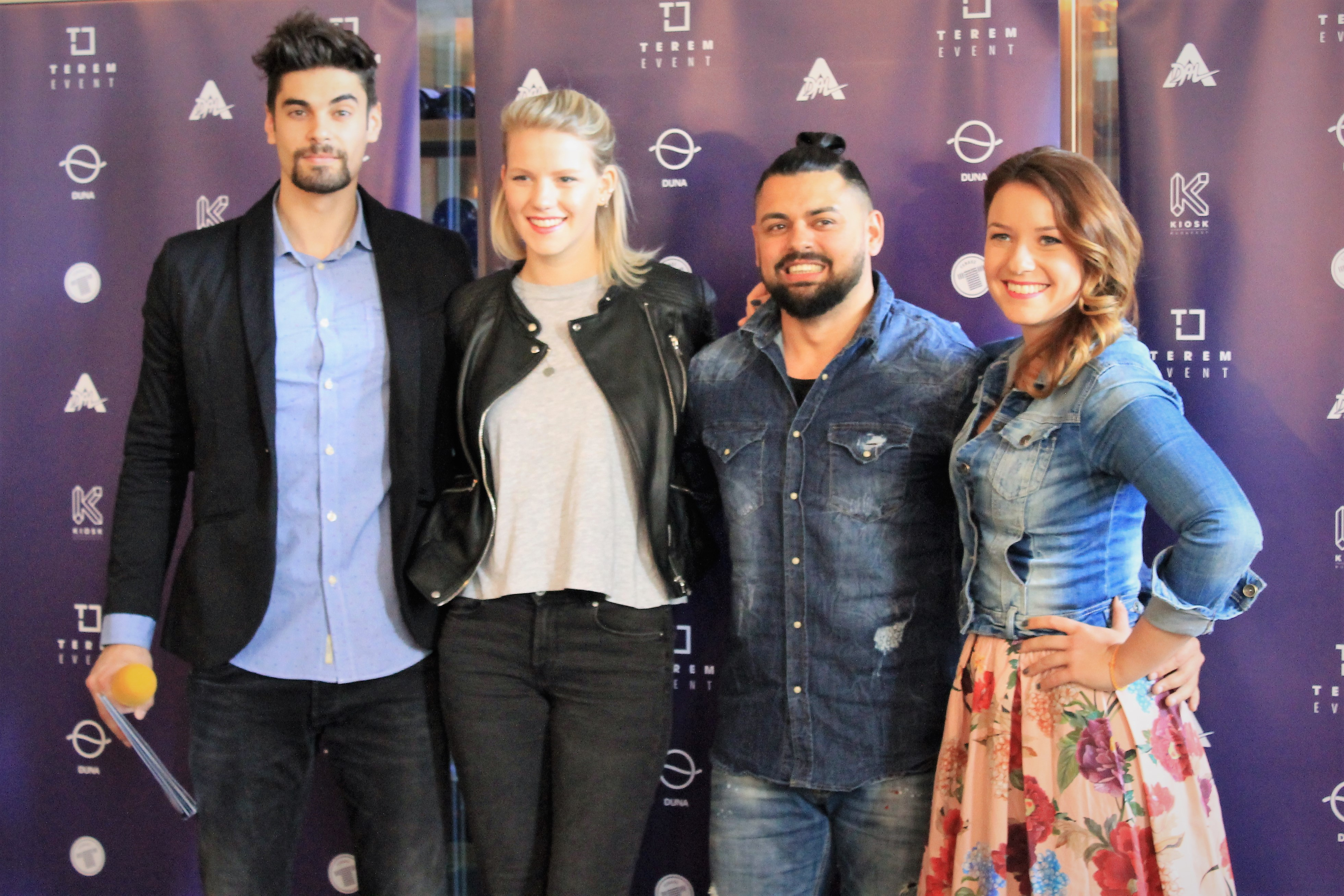
Fehérvári Gábor Alfréd, az Eurovíziós Dalfesztivál magyarországi kommentátora, Isabella Levina Lueen, a 2017-es Eurovíziós Dalfesztivál németországi résztvevője, Pápai Joci, a 2017-es Eurovíziós Dalfesztivál magyarországi résztvevője és Rátonyi Krisztina, az Eurovíziós Dalfesztivál másik magyarországi kommentátora 2017. április 24-én a budapesti Március 15. téren

2016. április 28-án reggel Freddie utolsó sajtótájékoztatóján az Eurovíziós Dalfesztivál előtt Medvegy Anikó, az MTVA gyermek, ifjúsági és szórakoztató műsorokért felelős főszerkesztője elmondta, hogy a Duna Média részt kíván venni a soron következő dalversenyen és nyílt pályázatot írnak ki, akárcsak az előző öt évben. Az MTVA és a Duna Média október 10-én tette közzé a pályázati feltételeket és a hivatalos versenyszabályzatot. A dalok leadásának határideje 2016. november 20-a.
A műsor házigazdái Tatár Csilla és Harsányi Levente lesznek. A negyedik és az ötödik adásban Tatár Csilla betegsége miatt Harsányi Levente és Rátonyi Kriszta lettek a műsor házigazdái.

#### A Dal 2017 – Döntő
A döntőt 2017. február 18-án tartotta az MTVA nyolc előadó részvételével. A végeredmény a nézői szavazás illetve a szakmai zsűri szavazatai alapján alakult ki. A zsűri a dalok elhangzása után csak szóban értékelte a produkciókat. Az összes dal elhangzása után, az Eurovíziós Dalfesztivál gyakorlatához hasonlóan pontozta a produkciókat a zsűri. Az első helyezett 10 pontot kapott, a második 8-at, a harmadik 6-ot, míg a negyedik 4 pontot. A pontozás során a négy legtöbb pontot szerzett dal közül a nézők MédiaKlikk Plusz keretalkalmazáson keresztül, a műsor hivatalos honlapján vagy SMS-ben küldött szavazatokkal választották ki a verseny győztesét. A versenyprodukciók mellett extra fellépő volt Freddie, A Dal 2016 győztese, aki a 2016-os Eurovíziós Dalfesztiválon Stockholmban képviselte Magyarországot. A Dal döntőjében a Magyar Rádió Szimfonikus Zenekarával közösen adta elő az Ez a vihar és a Pioneer című dalát. A zsűri egyik tagja, Caramel A zeniten túl című dalát adta elő vendégprodukcióként. A műsort élőben közvetítette a Duna és a Duna World, illetve interneten a mediaklikk.hu/adal. A döntő után 21:40-től a Dunán A Dal Kulissza címmel kísérőműsor indult, melyben Pflum Orsi és Sipos Dávid Günther beszélgettek a résztvevőkkel.
| #  | Kép                    | Előadó Dal (zene / szöveg)                                                            | Zsűri    | Zsűri    | Nézők |
| #  | Kép                    | Előadó Dal (zene / szöveg)                                                            | Pontszám | Eredmény | Nézők |
| -- | ---------------------- | ------------------------------------------------------------------------------------- | -------- | -------- | ----- |
| 01 | Tóth Gabi              | Tóth Gabi & Freddie Shuman feat. Lotfi Begi                                           | 12       | 5.       | —     |
| 01 | Tóth Gabi              | Hosszú idők (Tóth Gabriella, Molnár Tibor, Lotfi Begi, Nagy Dávid / Molnár Tibor)     | 12       | 5.       | —     |
| 02 | Soulwave               | Soulwave                                                                              | 0        | 7.       | —     |
| 02 | Soulwave               | Kalandor (Fodor Máté, Huszár Ádám, Góczán Gábor, Szabó Ferenc / Fodor Máté)           | 0        | 7.       | —     |
| 03 | Radics Gigi            | Radics Gigi                                                                           | 14       | 3.       |       |
| 03 | Radics Gigi            | See It Through (Radics Gigi, Radics Tamás / Riba Zoltán, Johnny K. Palmer)            | 14       | 3.       |       |
| 04 | Kállay Saunders Band   | Kállay Saunders Band                                                                  | 0        | 7.       | —     |
| 04 | Kállay Saunders Band   | Seventeen (Kállay-Saunders András, Szepesi Zsolt, Tóth Ádám / Kállay-Saunders András) | 0        | 7.       | —     |
| 05 | Leander Kills          | Leander Kills                                                                         | 8        | 6.       | —     |
| 05 | Leander Kills          | Élet (Köteles Leander)                                                                | 8        | 6.       | —     |
| 06 | Zävodi + Berkes Olivér | Zävodi + Berkes Olivér                                                                | 30       | 2.       |       |
| 06 | Zävodi + Berkes Olivér | #háttérzaj (Závodi Marcel / Závodi Marcel, Závodi Gábor)                              | 30       | 2.       |       |
| 07 | Pápai Joci             | Pápai Joci                                                                            | 34       | 1.       | 1.    |
| 07 | Pápai Joci             | Origo (Pápai Joci)                                                                    | 34       | 1.       | 1.    |
| 08 | Kanizsa Gina           | Kanizsa Gina                                                                          | 14       | 3.       |       |
| 08 | Kanizsa Gina           | Fall Like Rain (Várallyay Petra / Várallyay Petra, Várallyay Katus)                   | 14       | 3.       |       |

## A versenyszabályok változása
Egy szabályváltozás értelmében 2017-től az Európai Műsorsugárzók Uniójának (EBU) társult, azaz nem teljes jogú tagjai is jelentkezhetnek az Eurovíziós Dalfesztiválra. A jelentkezéseket a verseny irányító testületének és a referenciacsoportnak kell egyenként elbírálnia és jóvá hagynia.

## Az elődöntők felosztása

Az első elődöntő résztvevői
Az első elődöntőben szavazó döntősök
A második elődöntő résztvevői
A második elődöntőben szavazó döntősök

A harminchét elődöntős országot hat kalapba osztották földrajzi elhelyezkedésük és szavazási szokásaik alapján, a 2008-ban bevezetett módon. A felosztást január 25-én hozta nyilvánosságra az EBU.
Január 31-én tartották a sorsolást a kijevi városházán, ahol a kalapok egyik fele az első elődöntőbe, a másik a második elődöntőbe került. Ennek célja a szavazás igazságosabbá tétele. A sorsolás során azt is eldöntötték, hogy az egyes országok az adott elődöntő első vagy második felében fognak fellépni, valamint azt, hogy az automatikusan döntős Öt Nagy és a rendező ország melyik elődöntőben fog szavazni. Így a delegációk előre tudják, mikor kell megérkezniük a próbákra. Ugyanekkor került sor a jelképes kulcsátadásra, melyen az előző rendező város, Stockholm polgármestere átadta Kijev polgármesterének a korábbi rendező városok szimbólumait tartalmazó „kulcscsomót”.
Az automatikusan döntős országokat a dalfesztivál eddigi két ukrán győztese, Ruslana és Jamala sorsolták ki.
A svájci műsorsugárzó kérésére az országot már korábban a második elődöntőbe osztották, ahogy az automatikusan döntős, de az elődöntőkben szavazó országok közül a német műsorsugárzó kérésére Németországot is.
Érdekesség, hogy Oroszország, mely később azonban visszalépett a dalfesztiváltól, a verseny történetében először szerepelt volna a második elődöntőben.
| 1. kalap                                                                | 2. kalap                                                           | 3. kalap                                                                                        | 4. kalap                                                             | 5. kalap                                                               | 6. kalap                                                                 |
| ----------------------------------------------------------------------- | ------------------------------------------------------------------ | ----------------------------------------------------------------------------------------------- | -------------------------------------------------------------------- | ---------------------------------------------------------------------- | ------------------------------------------------------------------------ |
| - Albánia - Macedónia - Horvátország - Montenegró - Szerbia - Szlovénia | - Dánia - Észtország - Finnország - Izland - Norvégia - Svédország | - Azerbajdzsán - Fehéroroszország - Grúzia - Izrael - Oroszország (visszalépett) - Örményország | - Bulgária - Ciprus - Görögország - Magyarország - Moldova - Románia | - Ausztrália - Ausztria - Csehország - Málta - Portugália - San Marino | - Belgium - Hollandia - Írország - Lengyelország - Lettország - Litvánia |

Az előző évekhez hasonlóan a részt vevő országok rajtsorrendjét a műsor producerei határozták meg. Egyedül a rendező Ukrajna helyzetét bízták a véletlenre a döntőben.

## A versenyt megelőző időszak
2017. február 14-én kezdték meg a jegyek árusítását a dalfesztivál kilenc nyilvános előadására.
A résztvevők egy része a versenyt megelőző időszakban különböző rendezvényeken promotálta versenydalát. 2017. április 2-án került megtartásra a London Eurovision Party, ahol 22 ország előadója mutatkozott be. Április 5-én Tel-Avivban 28 induló lépett fel az Israel Calling elnevezésű koncerten. Április 8-án rekordlétszámmal rendezték meg a dalfesztivál legnagyobb elő-koncertjét, a Eurovision in Concertet Hollandia fővárosában, Amszterdamban. 35 részt vevő ország képviselője adta elő versenydalát az eseményen, köztük a magyar versenyző, Pápai Joci is.
Magyarországon az MTVA Duna csatornája 2017. április 6-tól minden csütörtök délután műsorra tűzte az öt perces Elővízió című miniprogramot, melyben a magyar versenyző felkészülését mutatták be a nézőknek.
A dalfesztivál hivatalos megnyitó ceremóniáját május 7-én tartották a Mariinszkij-palota előtt, ahol a részt vevő negyvenkét ország képviselője egy vörös szőnyeges bevonuláson vett részt. Érdekesség, hogy ez volt minden idők leghosszabb vörös szőnyege a verseny történetében a maga 265 méteres hosszúságával.

### Nemzeti válogatók
A versenyre eredetileg nevező 43 ország közül 17 belső kiválasztással, 26 nemzeti döntő keretein belül választotta ki képviselőjét.
| Ország                       | Választás módszere                           | Válogató / Bemutató műsor                    | Közvetítő csatorna                    | Kiválasztás / Bemutatás dátuma | Kiválasztás / Bemutatás dátuma |
| Ország                       | Választás módszere                           | Válogató / Bemutató műsor                    | Közvetítő csatorna                    | Előadó                         | Dal                            |
| ---------------------------- | -------------------------------------------- | -------------------------------------------- | ------------------------------------- | ------------------------------ | ------------------------------ |
| Albánia                      | nemzeti döntő                                | 55. Festivali i Këngës                       | TVSH, RTSH HD, RTSH Muzikë            | 2016. december 23.             | 2016. december 23.             |
| Ausztrália                   | belső kiválasztás                            | Nem rendeztek válogatóműsort                 | Nem rendeztek válogatóműsort          | 2017. március 7.               | 2017. március 7.               |
| Ausztria                     | belső kiválasztás                            | Nem rendeztek válogatóműsort                 | Nem rendeztek válogatóműsort          | 2016. december 19.             | 2017. február 27.              |
| Azerbajdzsán                 | belső kiválasztás                            | Nem rendeztek válogatóműsort                 | Nem rendeztek válogatóműsort          | 2016. december 5.              | 2017. március 11.              |
| Belgium                      | belső kiválasztás                            | Nem rendeztek válogatóműsort                 | Nem rendeztek válogatóműsort          | 2016. november 22.             | 2017. március 8.               |
| Bulgária                     | belső kiválasztás                            | Nem rendeztek válogatóműsort                 | Nem rendeztek válogatóműsort          | 2017. március 13.              | 2017. március 13.              |
| Ciprus                       | belső kiválasztás                            | Híradó                                       | RIK 1                                 | 2016. október 21.              | 2017. március 1.               |
| Csehország                   | belső kiválasztás                            | Nem rendeztek válogatóműsort                 | Nem rendeztek válogatóműsort          | 2017. február 15.              | 2017. március 7.               |
| Dánia                        | nemzeti döntő                                | Dansk Melodi Grand Prix                      | DR1                                   | 2017. február 25.              | 2017. február 25.              |
| Egyesült Királyság           | nemzeti döntő                                | Eurovision: You Decide                       | BBC Two                               | 2017. január 27.               | 2017. január 27.               |
| Macedónia                    | belső kiválasztás                            | Stisni Play                                  | MRT 1                                 | 2016. november 21.             | 2017. március 10.              |
| Észtország                   | nemzeti döntő                                | Eesti Laul                                   | ETV                                   | 2017. március 4.               | 2017. március 4.               |
| Fehéroroszország             | nemzeti döntő                                | Nem volt külön elnevezése a válogatóműsornak | Belarusz-1, Belarusz-24               | 2017. január 20.               | 2017. január 20.               |
| Finnország                   | nemzeti döntő                                | Uuden Musiikin Kilpailu                      | Yle TV2                               | 2017. január 28.               | 2017. január 28.               |
| Franciaország                | belső kiválasztás                            | Nem rendeztek válogatóműsort                 | Nem rendeztek válogatóműsort          | 2017. február 9.               | 2017. február 9.               |
| Görögország                  | előadó: belső kiválasztás dal: nemzeti döntő | Ellinikósz telikósz: Pszifísze to tragúdi!   | ERT1                                  | 2017. január 13.               | 2017. március 6.               |
| Grúzia                       | nemzeti döntő                                | Nem volt külön elnevezése a válogatóműsornak | 1TV                                   | 2017. január 20.               | 2017. január 20.               |
| Hollandia                    | belső kiválasztás                            | Nem rendeztek válogatóműsort                 | Nem rendeztek válogatóműsort          | 2016. október 29.              | 2017. március 3.               |
| Horvátország                 | belső kiválasztás                            | Nem rendeztek válogatóműsort                 | Nem rendeztek válogatóműsort          | 2017. február 17.              | 2017. március 2.               |
| Írország                     | belső kiválasztás                            | Nem rendeztek válogatóműsort                 | Nem rendeztek válogatóműsort          | 2016. december 16.             | 2017. március 10.              |
| Izland                       | nemzeti döntő                                | Söngvakeppnin                                | RÚV                                   | 2017. március 11.              | 2017. március 11.              |
| Izrael                       | előadó: nemzeti döntő dal: belső kiválasztás | Rising Star                                  | Channel 2                             | 2017. február 13.              | 2017. március 9.               |
| Lengyelország                | nemzeti döntő                                | Eliminacje Krajowe                           | TVP1                                  | 2017. február 18.              | 2017. február 18.              |
| Lettország                   | nemzeti döntő                                | Supernova                                    | LTV1                                  | 2017. február 26.              | 2017. február 26.              |
| Litvánia                     | nemzeti döntő                                | Eurovizijos                                  | LRT televizija, LRT Lituanica, LRT HD | 2017. március 11.              | 2017. március 11.              |
| Magyarország                 | nemzeti döntő                                | A Dal                                        | Duna, Duna World                      | 2017. február 18.              | 2017. február 18.              |
| Málta                        | nemzeti döntő                                | Malta Eurovision Song Contest                | TVM                                   | 2017. február 18.              | 2017. február 18.              |
| Moldova                      | nemzeti döntő                                | O melodie pentru Europa                      | Moldova 1, Moldova 2                  | 2017. február 25.              | 2017. február 25.              |
| Montenegró                   | belső kiválasztás                            | Nem rendeztek válogatóműsort                 | Nem rendeztek válogatóműsort          | 2016. december 29.             | 2017. március 10.              |
| Németország                  | nemzeti döntő                                | Unser Song                                   | Das Erste, Phoenix                    | 2017. február 9.               | 2017. február 9.               |
| Norvégia                     | nemzeti döntő                                | Melodi Grand Prix                            | NRK1                                  | 2017. március 11.              | 2017. március 11.              |
| Olaszország                  | nemzeti döntő                                | Sanremói Dalfesztivál                        | Rai 1                                 | 2017. február 11.              | 2017. február 11.              |
| Oroszország · (visszalépett) | belső kiválasztás                            | Híradó                                       | Pervij Kanal                          | 2017. március 12.              | 2017. március 12.              |
| Örményország                 | előadó: nemzeti döntő dal: belső kiválasztás | Depi Evrateszil                              | Armenia 1                             | 2016. december 24.             | 2017. március 18.              |
| Portugália                   | nemzeti döntő                                | Festival da Canção                           | RTP                                   | 2017. március 5.               | 2017. március 5.               |
| Románia                      | nemzeti döntő                                | Selecția Națională                           | TVR1, TVR HD, TVRi, TVR Moldova, TVR+ | 2017. március 5.               | 2017. március 5.               |
| San Marino                   | belső kiválasztás                            | Nem rendeztek válogatóműsort                 | Nem rendeztek válogatóműsort          | 2017. március 12.              | 2017. március 12.              |
| Spanyolország                | nemzeti döntő                                | Objetivo Eurovisión                          | La 1                                  | 2017. február 11.              | 2017. február 11.              |
| Svájc                        | nemzeti döntő                                | ESC 2017 – Die Entscheidungsshow             | SRF zwei                              | 2017. február 5.               | 2017. február 5.               |
| Svédország                   | nemzeti döntő                                | Melodifestivalen                             | SVT1                                  | 2017. március 11.              | 2017. március 11.              |
| Szerbia                      | belső kiválasztás                            | Nem rendeztek válogatóműsort                 | Nem rendeztek válogatóműsort          | 2017. február 27.              | 2017. március 11.              |
| Szlovénia                    | nemzeti döntő                                | EMA 2017                                     | TV Slovenija 1                        | 2017. február 24.              | 2017. február 24.              |
| Ukrajna                      | nemzeti döntő                                | Vidbir                                       | Persij Nacionalnij, STB               | 2017. február 25.              | 2017. február 25.              |

### Próbák és sajtókonferenciák
A próbák április 30-án kezdődtek a verseny helyszínén, a kijevi Nemzetközi Kiállítási Központban. Első körben minden ország elpróbálhatta a produkcióját többször is egymás után, valamint beállították a fényeket és a mikrofonokat. Ezután a delegációk a videószobába vonultak, ahol megnézhették, hogy a rendező csatorna hogyan képzeli el a produkció lefilmezését. Innen a sajtótájékoztatóra mentek az előadók, ahol egy műsorvezetővel – felváltva Tetjana Terehovával, Ihor Poszipajkóval és Nyika Konsztantinovával – beszélgettek a versenyről, a próbákról, valamint a sajtó akkreditált tagjai is tehettek fel kérdéseket. A próbák és a sajtótájékoztatók egyszerre zajlottak: míg az egyik ország sajtótájékoztatót tartott, addig a következő már próbált az arénában. Az első napon Svédország, Grúzia, Ausztrália, Albánia, Belgium, Montenegró, Finnország, Azerbajdzsán és Portugália képviselője tartotta próbáját. A második napon következett Görögország, Lengyelország, Moldova, Csehország, Izland, Ciprus, Örményország, Szlovénia és Lettország versenyzőjének első próbája. A harmadik napon Szerbia, Ausztria, Macedónia, Málta, Románia, Hollandia, Magyarország, Dánia és Írország; a negyedik napon San Marino, Horvátország, Norvégia, Svájc, Fehéroroszország, Bulgária, Litvánia, Észtország és Izrael előadója próbált. Az ötödik, hatodik és hetedik napon az elődöntősök második próbáit rendezték. Az automatikusan döntős országok indulói a hatodik és a nyolcadik napon próbáltak.
A verseny történetében először helyettesíteni kell egy énekest a próbák során: a portugál versenyző, Salvador Sobral megromlott egészségi állapota miatt csak két nappal az első elődöntő előtt tudott Kijevbe utazni, így csak a szakmai zsűri által is megtekintett főpróbán tud jelen lenni. A korábbi próbák alkalmával dalát nővére és egyben dalszerzője, Luísa Sobral adta elő.
A kezdési időpontok helyi idő szerint vannak feltüntetve. (UTC+02:00)
| Dátum                        | Ország           | Próba       | Sajtótájékoztató |
| ---------------------------- | ---------------- | ----------- | ---------------- |
| 2017. április 30. (vasárnap) | Svédország       | 10:00–10:30 | 12:20–12:40      |
| 2017. április 30. (vasárnap) | Grúzia           | 10:40–11:10 | 13:00–13:20      |
| 2017. április 30. (vasárnap) | Ausztrália       | 11:20–11:50 | 13:40–14:00      |
| 2017. április 30. (vasárnap) | Albánia          | 12:00–12:30 | 14:20–14:40      |
| 2017. április 30. (vasárnap) | Belgium          | 13:40–14:10 | 16:00–16:20      |
| 2017. április 30. (vasárnap) | Montenegró       | 14:20–14:50 | 16:40–17:00      |
| 2017. április 30. (vasárnap) | Finnország       | 15:00–15:30 | 17:30–17:50      |
| 2017. április 30. (vasárnap) | Azerbajdzsán     | 16:00–16:30 | 18:30–18:50      |
| 2017. április 30. (vasárnap) | Portugália       | 16:40–17:10 | 19:00–19:20      |
| 2017. május 1. (hétfő)       | Görögország      | 10:00–10:30 | 12:20–12:40      |
| 2017. május 1. (hétfő)       | Lengyelország    | 10:40–11:10 | 13:00–13:20      |
| 2017. május 1. (hétfő)       | Moldova          | 11:20–11:50 | 13:40–14:00      |
| 2017. május 1. (hétfő)       | Izland           | 12:00–12:30 | 14:20–14:40      |
| 2017. május 1. (hétfő)       | Csehország       | 13:40–14:10 | 16:00–16:20      |
| 2017. május 1. (hétfő)       | Ciprus           | 14:20–14:50 | 16:40–17:00      |
| 2017. május 1. (hétfő)       | Örményország     | 15:00–15:30 | 17:30–17:50      |
| 2017. május 1. (hétfő)       | Szlovénia        | 16:00–16:30 | 18:30–18:50      |
| 2017. május 1. (hétfő)       | Lettország       | 16:40–17:10 | 19:00–19:20      |
| 2017. május 2. (kedd)        | Szerbia          | 10:00–10:30 | 12:20–12:40      |
| 2017. május 2. (kedd)        | Ausztria         | 10:40–11:10 | 13:00–13:20      |
| 2017. május 2. (kedd)        | Macedónia        | 11:20–11:50 | 13:40–14:00      |
| 2017. május 2. (kedd)        | Málta            | 12:00–12:30 | 14:20–14:40      |
| 2017. május 2. (kedd)        | Románia          | 13:40–14:10 | 16:00–16:20      |
| 2017. május 2. (kedd)        | Hollandia        | 14:20–14:50 | 16:40–17:00      |
| 2017. május 2. (kedd)        | Magyarország     | 15:00–15:30 | 17:30–17:50      |
| 2017. május 2. (kedd)        | Dánia            | 16:00–16:30 | 18:30–18:50      |
| 2017. május 2. (kedd)        | Írország         | 16:40–17:10 | 19:00–19:20      |
| 2017. május 3. (szerda)      | San Marino       | 10:00–10:30 | 12:20–12:40      |
| 2017. május 3. (szerda)      | Horvátország     | 10:40–11:10 | 13:00–13:20      |
| 2017. május 3. (szerda)      | Norvégia         | 11:20–11:50 | 13:40–14:00      |
| 2017. május 3. (szerda)      | Svájc            | 12:00–12:30 | 14:20–14:40      |
| 2017. május 3. (szerda)      | Fehéroroszország | 13:40–14:10 | 16:00–16:20      |
| 2017. május 3. (szerda)      | Bulgária         | 14:20–14:50 | 16:40–17:00      |
| 2017. május 3. (szerda)      | Litvánia         | 15:00–15:30 | 17:30–17:50      |
| 2017. május 3. (szerda)      | Észtország       | 16:00–16:30 | 18:30–18:50      |
| 2017. május 3. (szerda)      | Izrael           | 16:40–17:10 | 19:00–19:20      |

| Dátum                      | Ország             | Próba       | Sajtótájékoztató |
| -------------------------- | ------------------ | ----------- | ---------------- |
| 2017. május 4. (csütörtök) | Svédország         | 10:00–10:20 | 11:05–11:25      |
| 2017. május 4. (csütörtök) | Grúzia             | 10:25–10:45 | 11:30–11:50      |
| 2017. május 4. (csütörtök) | Ausztrália         | 10:50–11:10 | 11:55–12:15      |
| 2017. május 4. (csütörtök) | Albánia            | 11:15–11:35 | 12:20–12:40      |
| 2017. május 4. (csütörtök) | Belgium            | 11:40–12:00 | 12:45–13:05      |
| 2017. május 4. (csütörtök) | Montenegró         | 13:05–13:25 | 14:10–14:30      |
| 2017. május 4. (csütörtök) | Finnország         | 13:30–13:50 | 14:35–14:55      |
| 2017. május 4. (csütörtök) | Azerbajdzsán       | 13:55–14:15 | 15:00–15:20      |
| 2017. május 4. (csütörtök) | Portugália         | 14:20–14:40 | 15:25–15:45      |
| 2017. május 4. (csütörtök) | Görögország        | 14:45–15:05 | 15:50–16:10      |
| 2017. május 4. (csütörtök) | Lengyelország      | 15:30–15:50 | 16:35–16:55      |
| 2017. május 4. (csütörtök) | Moldova            | 15:55–16:15 | 17:00–17:20      |
| 2017. május 4. (csütörtök) | Izland             | 17:20–17:40 | 18:25–18:45      |
| 2017. május 4. (csütörtök) | Csehország         | 17:45–18:05 | 18:50–19:10      |
| 2017. május 4. (csütörtök) | Ciprus             | 18:10–18:30 | 19:15–19:35      |
| 2017. május 5. (péntek)    | Örményország       | 10:00–10:20 | 11:05–11:25      |
| 2017. május 5. (péntek)    | Szlovénia          | 10:25–10:45 | 11:30–11:50      |
| 2017. május 5. (péntek)    | Lettország         | 10:50–11:10 | 11:55–12:15      |
| 2017. május 5. (péntek)    | Szerbia            | 11:15–11:35 | 12:20–12:40      |
| 2017. május 5. (péntek)    | Ausztria           | 11:40–12:00 | 12:45–13:05      |
| 2017. május 5. (péntek)    | Macedónia          | 13:05–13:25 | 14:10–14:30      |
| 2017. május 5. (péntek)    | Málta              | 13:30–13:50 | 14:35–14:55      |
| 2017. május 5. (péntek)    | Románia            | 13:55–14:15 | 15:00–15:20      |
| 2017. május 5. (péntek)    | Ukrajna            | 15:05–15:35 | 17:20–17:40      |
| 2017. május 5. (péntek)    | Olaszország        | 15:40–16:10 | 18:05–18:25      |
| 2017. május 5. (péntek)    | Spanyolország      | 16:15–16:45 | 18:45–19:05      |
| 2017. május 5. (péntek)    | Németország        | 16:50–17:20 | 19:25–19:45      |
| 2017. május 5. (péntek)    | Egyesült Királyság | 18:35–19:05 | 20:50–21:10      |
| 2017. május 5. (péntek)    | Franciaország      | 19:10–19:40 | 21:30–21:50      |
| 2017. május 6. (szombat)   | Hollandia          | 10:00–10:20 | 11:05–11:25      |
| 2017. május 6. (szombat)   | Magyarország       | 10:25–10:45 | 11:30–11:50      |
| 2017. május 6. (szombat)   | Dánia              | 10:50–11:10 | 11:55–12:15      |
| 2017. május 6. (szombat)   | Írország           | 11:15–11:35 | 12:20–12:40      |
| 2017. május 6. (szombat)   | San Marino         | 11:40–12:00 | 12:45–13:05      |
| 2017. május 6. (szombat)   | Horvátország       | 13:05–13:25 | 14:10–14:30      |
| 2017. május 6. (szombat)   | Norvégia           | 13:30–13:50 | 14:35–14:55      |
| 2017. május 6. (szombat)   | Svájc              | 13:55–14:15 | 15:00–15:20      |
| 2017. május 6. (szombat)   | Fehéroroszország   | 14:20–14:40 | 15:25–15:45      |
| 2017. május 6. (szombat)   | Bulgária           | 15:05–15:25 | 16:10–16:30      |
| 2017. május 6. (szombat)   | Litvánia           | 15:30–15:50 | 16:35–16:55      |
| 2017. május 6. (szombat)   | Észtország         | 15:55–16:15 | 17:00–17:20      |
| 2017. május 6. (szombat)   | Izrael             | 16:20–16:40 | 17:25–17:45      |
| 2017. május 7. (vasárnap)  | Ukrajna            | 10:00–10:20 | 11:05–11:25      |
| 2017. május 7. (vasárnap)  | Olaszország        | 10:25–10:45 | 11:30–11:50      |
| 2017. május 7. (vasárnap)  | Spanyolország      | 10:50–11:10 | 11:55–12:15      |
| 2017. május 7. (vasárnap)  | Németország        | 11:15–11:35 | 12:20–12:40      |
| 2017. május 7. (vasárnap)  | Egyesült Királyság | 11:40–12:00 | 12:45–13:05      |
| 2017. május 7. (vasárnap)  | Franciaország      | 12:05–12:25 | 13:10–13:30      |

#### Főpróbák és élő közvetítések
A kezdési időpontok helyi idő szerint vannak feltüntetve. (UTC+02:00)
| Forduló          | Adás                      | Dátum                      | Kezdés | Vége  |
| ---------------- | ------------------------- | -------------------------- | ------ | ----- |
| Első elődöntő    | 1. főpróba                | 2017. május 8., hétfő      | 16:00  | 18:25 |
| Első elődöntő    | 2. főpróba – zsűri show   | 2017. május 8., hétfő      | 22:00  | 00:10 |
| Első elődöntő    | 3. főpróba – családi show | 2017. május 9., kedd       | 16:00  | 18:10 |
| Első elődöntő    | Élő TV közvetítés         | 2017. május 9., kedd       | 22:00  | 00:10 |
| Második elődöntő | 1. főpróba                | 2017. május 10., szerda    | 16:00  | 18:25 |
| Második elődöntő | 2. főpróba – zsűri show   | 2017. május 10., szerda    | 20:00  | 00:10 |
| Második elődöntő | 3. főpróba – családi show | 2017. május 11., csütörtök | 16:00  | 18:10 |
| Második elődöntő | Élő TV közvetítés         | 2017. május 11., csütörtök | 22:00  | 00:10 |
| Döntő            | 1. főpróba                | 2017. május 12., péntek    | 15:00  | 18:00 |
| Döntő            | 2. főpróba – zsűri show   | 2017. május 12., péntek    | 22:00  | 01:30 |
| Döntő            | 3. főpróba – családi show | 2017. május 13., szombat   | 14:00  | 17:30 |
| Döntő            | Élő TV közvetítés         | 2017. május 13., szombat   | 20:00  | 01:30 |

## A verseny

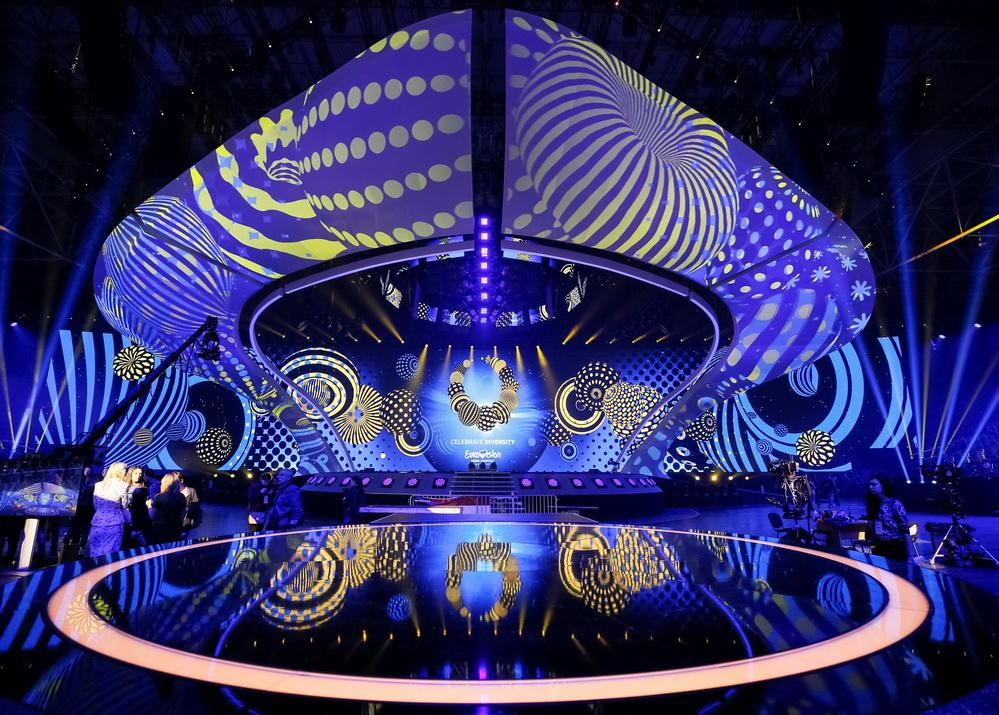
A színpad

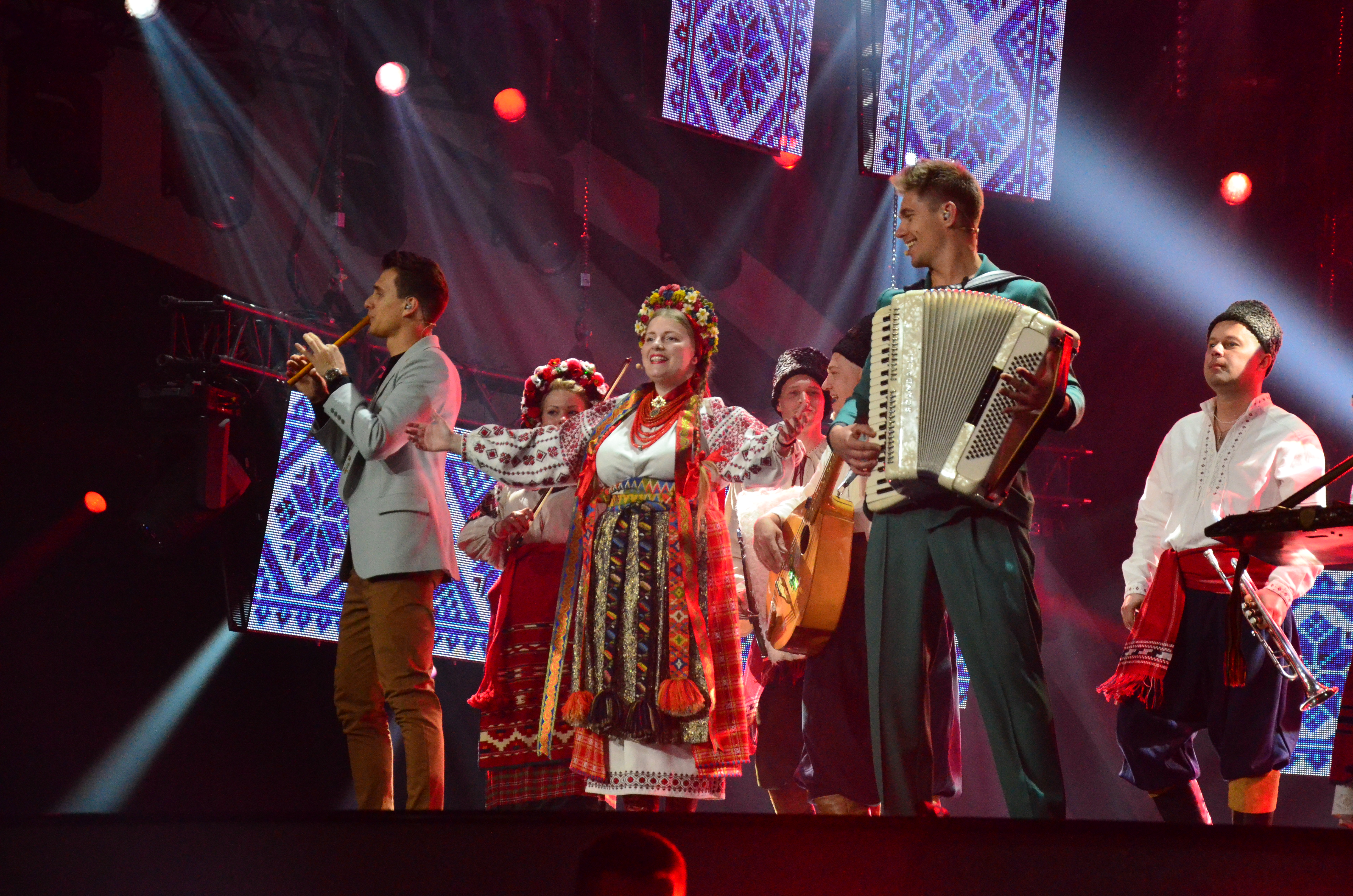
A második elődöntő nyitóprodukciója

A három adásból álló műsorfolyamot élőben, HD minőségben közvetítette a Duna. A második elődöntőt és a döntőt megelőzően Tatár Csilla műsorvezetésével, az Elővízió című műsorban a nézők kulisszatitkokat, érdekességeket tudhattak meg a versenyről. Az első elődöntő előtt egy eurovíziós válogatás került képernyőre. A dalfesztivál magyarországi kommentátora Rátonyi Kriszta volt, akinek a munkáját szakkommentátorként Fehérvári Gábor Alfréd, a 2016-os Eurovíziós Dalfesztivál magyar indulója segítette.
A dalok közötti képeslapok az adott versenyzővel készült kisfilmek voltak, melyeket a rendező műsorsugárzó, az UA:PBC forgatott márciustól májusig a részt vevő 42 országban, illetve a kijevi próbák során.
Az első elődöntőt Monatik Spinning című dalával nyitotta meg. A szavazás alatti szünetben Jamala előző évi győztes dalának szimfonikus verzióját adta elő, majd a szavazatszámlálás alatt a Zamanyly című dalával lépett a színpadra. A második elődöntőt kezdetén a műsorvezetők korábbi Eurovízió-győztes dalokat adtak elő hagyományos ukrán népzenei stílusban. Feldolgozásukban szerepelt Loreen Euphoria, Alexander Rybak Fairytale, Helena Paparizou My Number One és Conchita Wurst Rise Like a Phoenix című dala. A szavazatszámlálás alatti szünetben az Apache CREW egy modern tánckoreográfiát mutatott be The Children’s Courtyard (magyarul: A gyermekek udvarán) címmel. Mindkét elődöntő során kisfilmet vetítettek Verka Serduchka főszereplésével, aki 2007-ben Ukrajna színeiben második helyen végzett a dalfesztiválon.
Az előző évekhez hasonlóan a döntő a huszonhat részt vevő ország versenyzőinek bevonulásával kezdődött. Vendégelőadóként, Anna Kuksa, Naile Ibraimova és Kemi Oke háttér-énekesekkel kiegészülve Jamala előadta I Believe in U című dalát, aminek e fellépés volt a premierje, azonban a produkció az énekesnő önhibáján kívül sikerült emlékezetesre. Fellépett még az adásban a 2004-es Eurovíziós Dalfesztivál győztese, Ruslana az It’s Magical című dallal, illetve egy ukrán electro-folk zenekar, az ONUKA is kiegészülve az Ukrán Nemzeti Néphangszeres Akadémiai Zenekarral. A műsorban feltűnt a 2016-os Junior Eurovíziós Dalfesztivál győztese, a grúz Mariam Mamadasvili is. A nézői szavazást Verka Serduchka indította el, majd zárta le.

## Incidensek
Az első elődöntő zsűris főpróbáján a görög produkció alatt technikai problémák adódtak, így a dalt a műsor végén újra előadták, továbbá az örmény dal kezdetekor a háttérben Csehország zenéje szólalt meg. Az örmény Artsvik a hiba kijavítását követően előadta a produkcióját; nem volt szükség arra, hogy az összes előadás után újra elénekelje.

### Francia dalbeküldés
2017. február 9-én jelentette be a francia műsorsugárzó, a France 2, hogy az ország képviseletére belső kiválasztással Almát és Requiem (magyarul: Rekviem) című dalát jelölték ki. A következő héten azonban kiderült, hogy az énekesnő ugyanezt a dalt a határidő előtt, már 2015 januárjában előadta egy koncert keretein belül. A francia televízió február 17-i nyilatkozata szerint nem történt szabálysértés, azonban február 21-én hivatalossá vált, hogy a dal új, áthangszerelt verzióban, valamint angol nyelvű refrénekkel hangzik el Kijevben.

### Az orosz versenyző kitiltása Ukrajnából
2017. március 13-án az Ukrán Biztonsági Szolgálat (SZBU) bejelentette, hogy az orosz versenyzővel, Julija Szamojlovával kapcsolatban vizsgálatot folytat, mivel az énekesnő 2015-ben, már a félsziget Oroszország általi elcsatolása után, koncertet adott a Krímben. Az ukrán törvények szerint a nem Ukrajnából történő beutazás a területre három év Ukrajnából való kitiltást eredményezhet.
Március 22-én vált hivatalossá, hogy az SZBU döntése alapján az orosz versenyző három évig nem utazhat be Ukrajna területére, így a 2017-es Eurovíziós Dalfesztiválon sem vehet részt. A történtek után dalfesztivál igazgatója, Jon Ola Sand a következőt nyilatkozta: „Tisztelnünk kell a rendező ország helyi törvényeit, azonban mélyen csalódottak vagyunk emiatt a döntés miatt, mivel úgy érezzük, ez szembemegy nemcsak a verseny szellemiségével, de a befogadás szándékával is, mely a verseny értékeinek szívében van. Folytatni fogjuk a párbeszédet az ukrán hatóságokkal abból a célból, hogy biztosítsuk, hogy minden előadó szerepelhessen a 62. Eurovíziós Dalfesztiválon, Kijevben, májusban.”
Március 23-án a versenyt szervező Európai Műsorsugárzók Uniója (EBU) egy korábban még sosem alkalmazott javaslattal állt elő Szamojlova részvétele érdekében: műholdas kapcsolással közvetítették volna, ahogy az énekesnő Oroszországban előadja Flame Is Burning (magyarul: Ég a láng) című dalát. Ezt a javaslatot azonban Vjacseszlav Kirilenko ukrán miniszterelnök-helyettes és az orosz részvételért felelős Pervij Kanal egyaránt visszautasította.
Jon Ola Sand egy március 25-i nyilatkozatában azt javasolta az SZBU-nak, hogy az orosz versenyző Ukrajnából való kitiltása ne lépjen életbe a dalfesztivált megelőzően.
Március folyamán Carlo Romeo, a San Marinó-i állami televízió vezérigazgatója, Jan Lagermand Lundme, a dán közmédia szórakoztatásért felelős igazgatója, Thomas Schreiber, a német ARD televízió szórakoztatásért felelős igazgatója, valamint Frank-Dieter Freiling, a dalfesztivál referenciacsoportjának elnöke egyaránt kifejezte véleményét a fennálló helyzettel kapcsolatban.
Petro Porosenko, Ukrajna elnöke április 4-én az énekesnő kiválasztását Oroszország általi politikai provokációnak nevezte.
A konfliktusnak végül az orosz részvételért felelős Pervij Kanal április 13-i hivatalos bejelentése vetett véget, miszerint nem vesznek részt a 2017-es versenyen, és nem is közvetítik.

## A szavazás
A verseny előtt a legesélyesebbnek Olaszországot, Bulgáriát, Svédországot, Portugáliát és Belgiumot tartották, végül a portugál versenyző tudott győzni.
A szavazás az elődöntőkben és a döntőben is azonos módon történt: mindegyik ország rendelkezett egy ötfős szakmai zsűrivel, és az ő pontjaik, valamint a nézők telefonos szavazatai alakították ki az országonkénti eredményeket. Az elődöntők eredményeit a döntő után hozták nyilvánosságra. Az első elődöntőben Lettország végzett az utolsó helyen, történetük során negyedjére, míg a második elődöntőben San Marino zárt a tabella legalján, történetük során másodszor.
A döntőben a zsűri szavazása során végig Portugália állt az élen, majd a közönségszavazatok hozzáadásával az ország történetének első győzelmét aratta, rekordnak számító negyvenkilenc évnyi várakozás után. Az elődöntők 2004-es bevezetése, ezáltal a résztvevők számának megemelkedése óta, illetve a 2016-ban bevezetett új pontozási rendszernek köszönhetően a 758 pont a legmagasabb, amivel nyerni lehetett. A győztes dal mind a zsűrinél, mind a telefonos szavazáson az első helyen végzett. A második helyezett a zsűri és közönségszavazás második helyezettje és a második elődöntő győztese, Bulgária lett. A harmadik helyen Moldova végzett. A döntőben az utolsó helyet Spanyolország szerezte meg, 1999 óta először.
Magyarország pontjait Tatár Csilla hirdette ki rajongók társaságában, egy kültéri helyszínről, a budapesti Március 15. térről.
Magyarország szakmai zsűrijének tagjai Caramel, Király Viktor, Várallyay Petra, Závodi Gábor és Zséda voltak.  A magyar zsűri tizenkét pontját az elődöntőben Bulgária, míg a döntőben a későbbi győztes, Portugália kapta.

## Első elődöntő
Az első elődöntőt május 9-én rendezték meg tizennyolc ország részvételével. Az egyes országok által kiosztott pontok telefonos szavazás, illetve szakmai zsűrik szavazatai alapján alakultak ki, mely alapján az első tíz helyezett jutott tovább a döntőbe. A részt vevő országokon kívül három automatikusan döntős ország – az  Egyesült Királyság,  Olaszország és  Spanyolország – is szavazott az első elődöntőben, valamint a május 8-án tartott főpróbákon versenydalukat is előadták.
| #  | Ország        | Előadó               | Dal             | Helyezés | Pontszám |
| -- | ------------- | -------------------- | --------------- | -------- | -------- |
| 01 | Svédország    | Robin Bengtsson      | I Can’t Go On   | 3.       | 227      |
| 02 | Grúzia        | Tamara Gachechiladze | Keep the Faith  | 11.      | 99       |
| 03 | Ausztrália    | Isaiah               | Don’t Come Easy | 6.       | 160      |
| 04 | Albánia       | Lindita              | World           | 14.      | 76       |
| 05 | Belgium       | Blanche              | City Lights     | 4.       | 165      |
| 06 | Montenegró    | Slavko Kalezić       | Space           | 16.      | 56       |
| 07 | Finnország    | Norma John           | Blackbird       | 12.      | 92       |
| 08 | Azerbajdzsán  | Dihaj                | Skeletons       | 8.       | 150      |
| 09 | Portugália    | Salvador Sobral      | Amar pelos dois | 1.       | 370      |
| 10 | Görögország   | Demy                 | This Is Love    | 10.      | 115      |
| 11 | Lengyelország | Kasia Moś            | Flashlight      | 9.       | 119      |
| 12 | Moldova       | SunStroke Project    | Hey Mamma       | 2.       | 291      |
| 13 | Izland        | Svala                | Paper           | 15.      | 60       |
| 14 | Csehország    | Martina Bárta        | My Turn         | 13.      | 83       |
| 15 | Ciprus        | Hovig                | Gravity         | 5.       | 164      |
| 16 | Örményország  | Artsvik              | Fly with Me     | 7.       | 152      |
| 17 | Szlovénia     | Omar Naber           | On My Way       | 17.      | 36       |
| 18 | Lettország    | Triana Park          | Line            | 18.      | 21       |

### Ponttáblázat

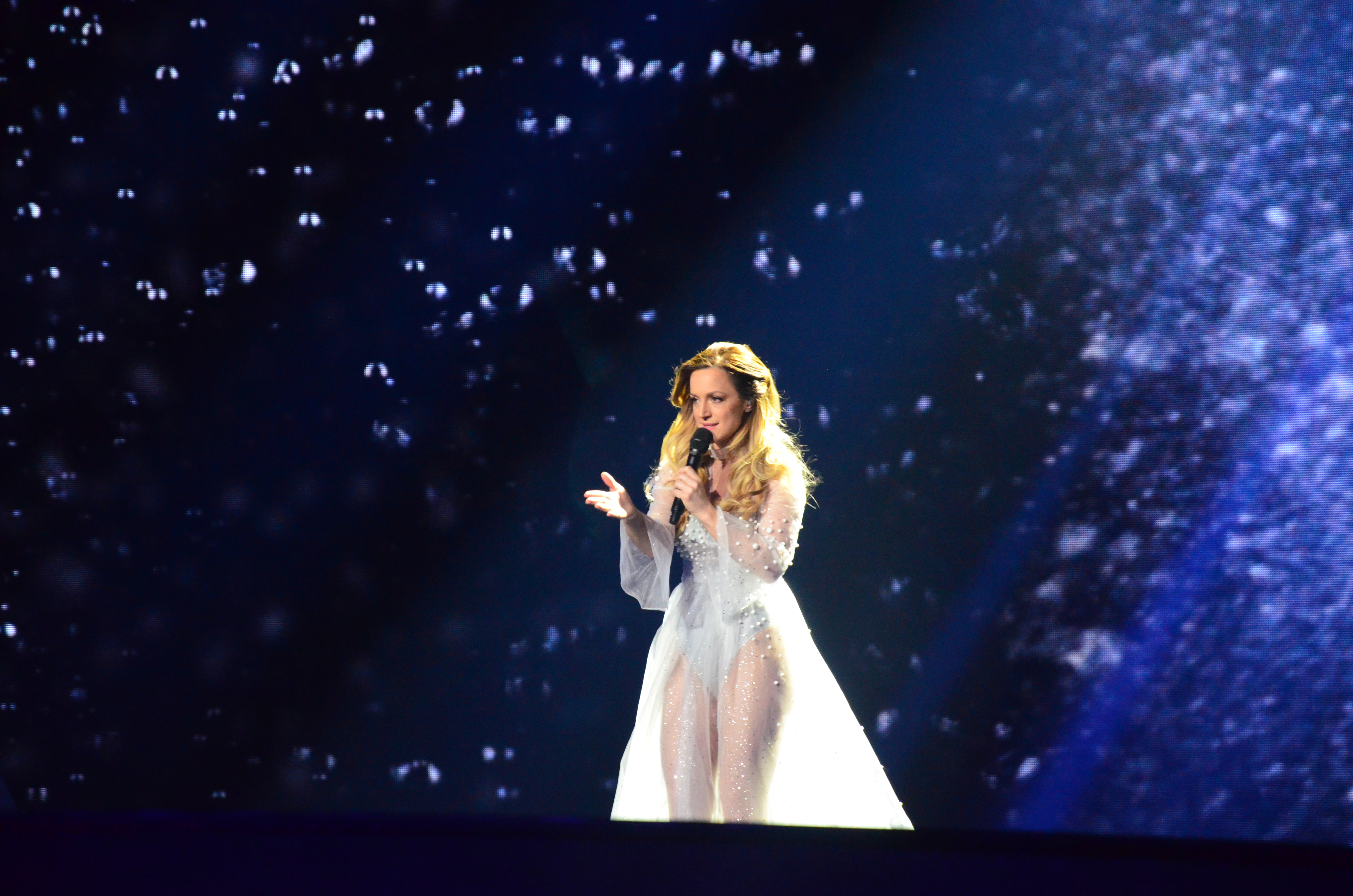
Tijana Bogićević

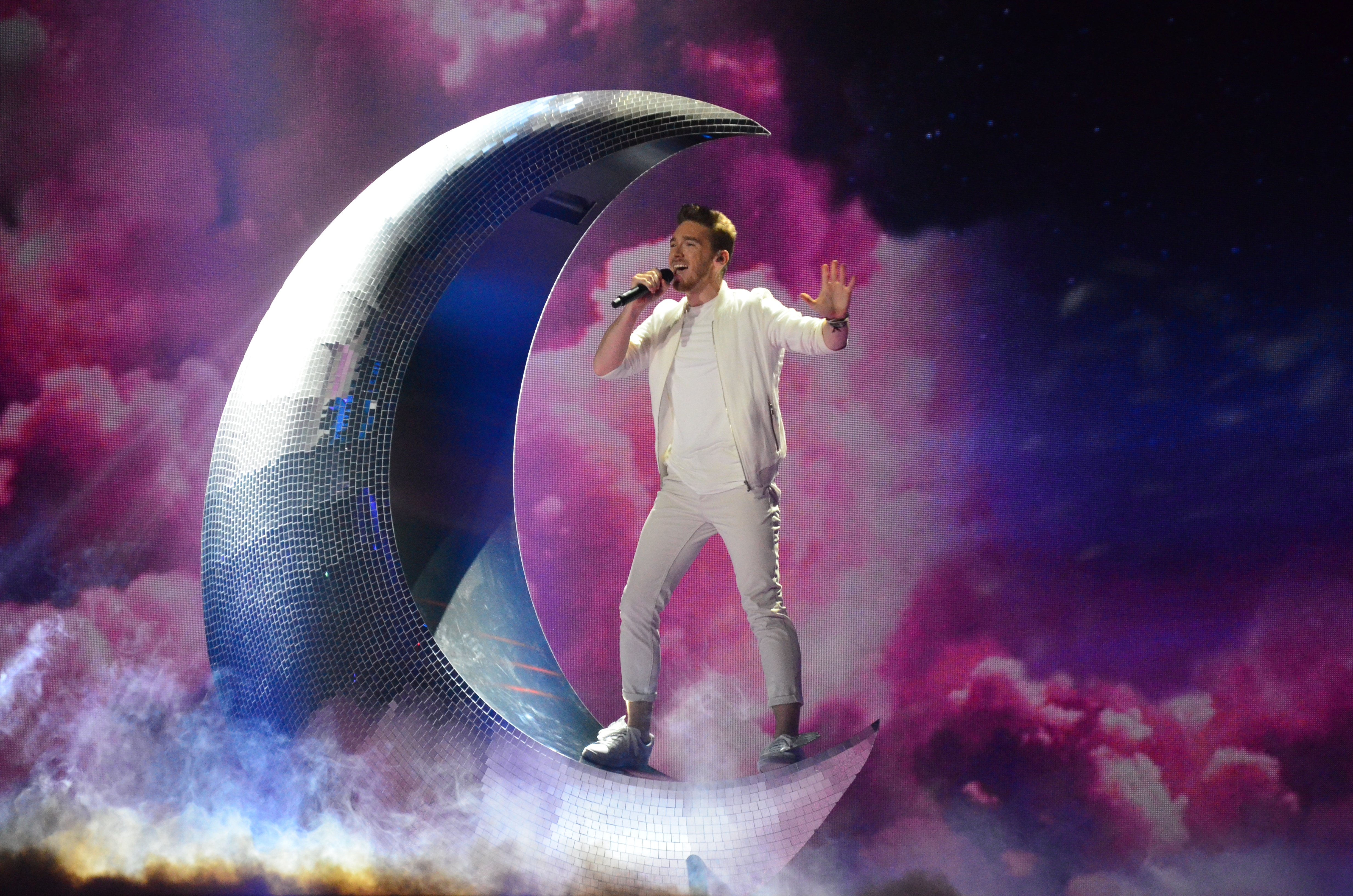
Nathan Trent

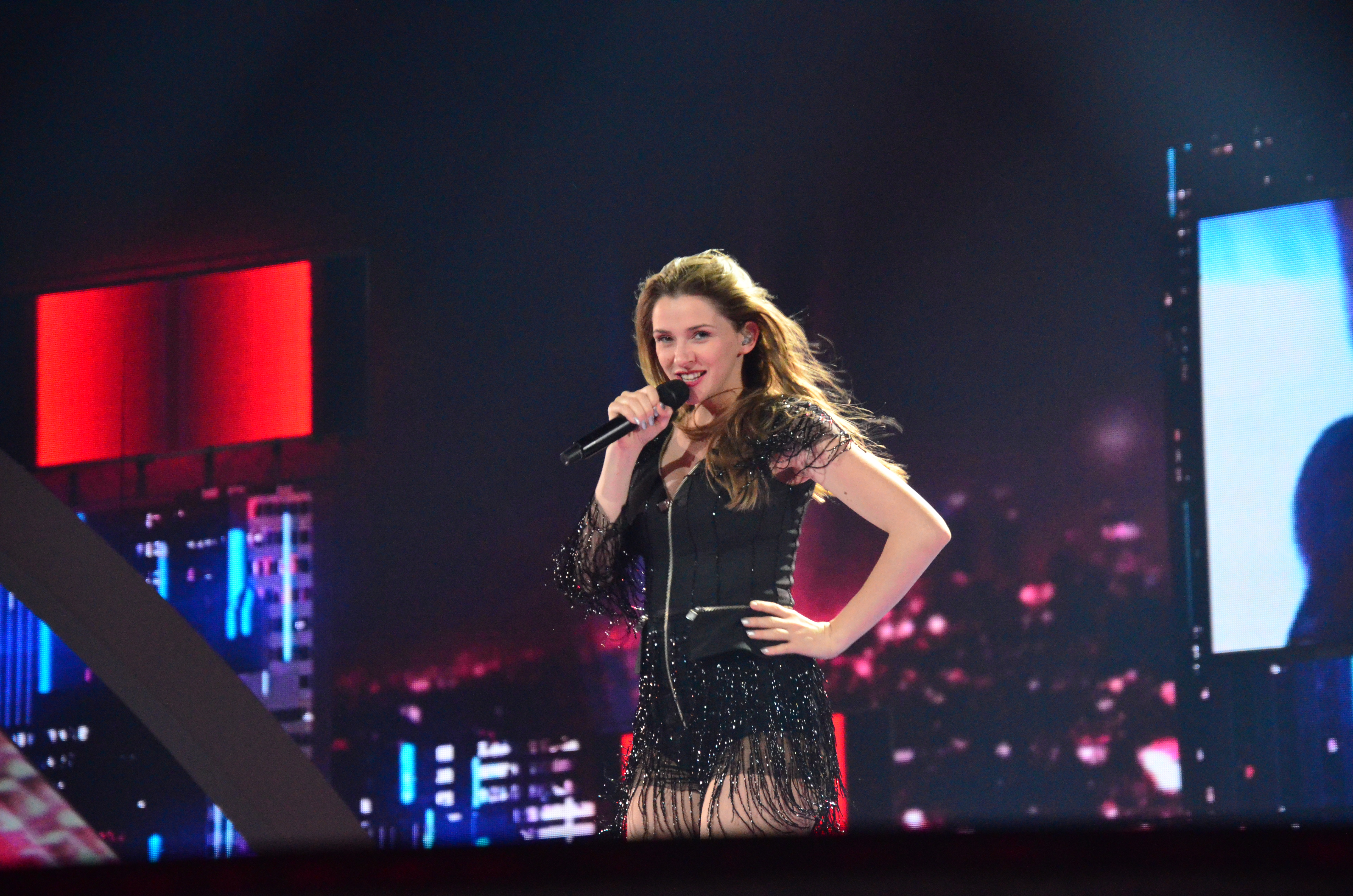
Jana Burčeska

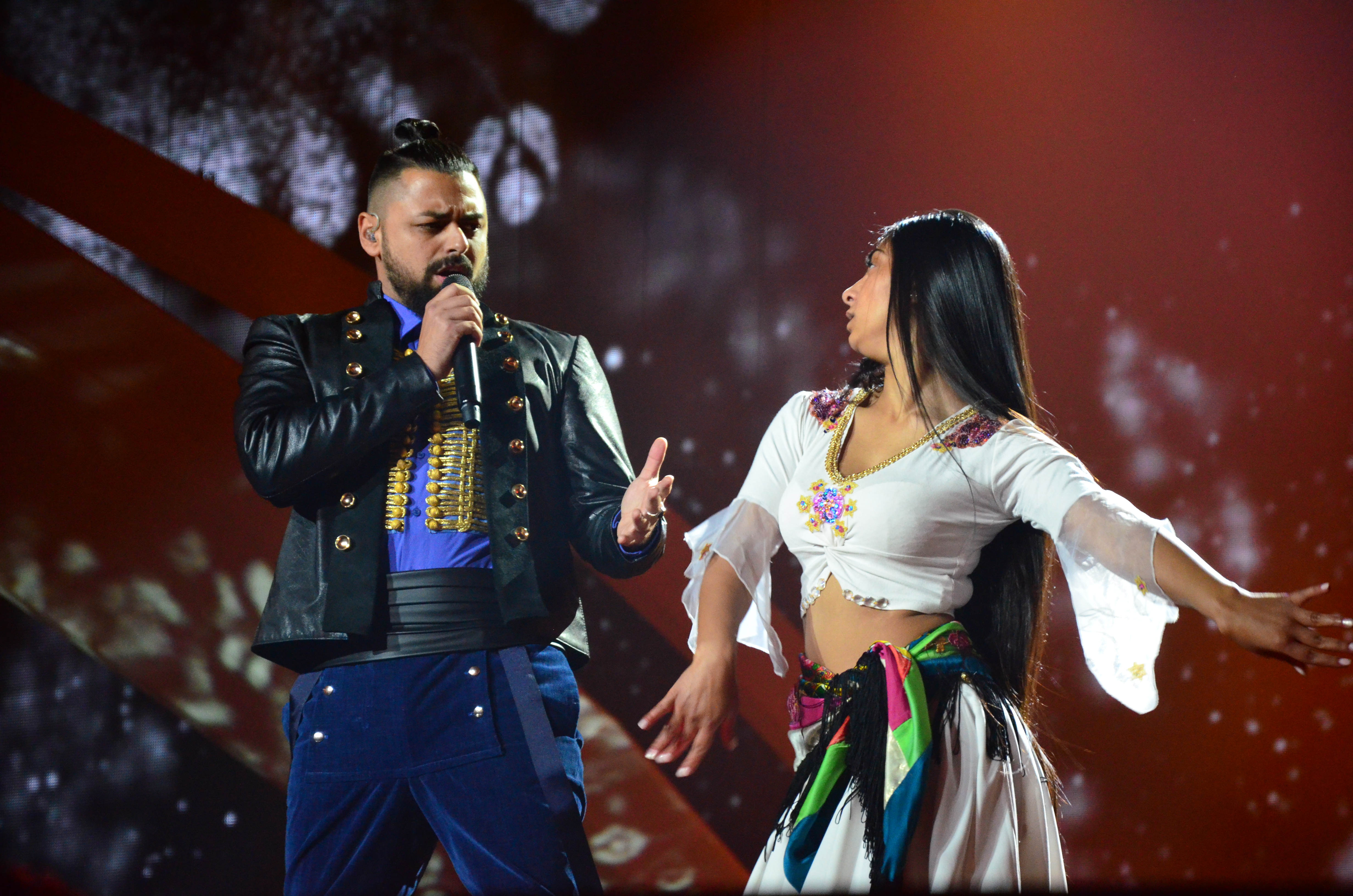
Pápai Joci

#### Zsűri szavazás
| Ország        | Össz. | Szavazók   | Szavazók | Szavazók   | Szavazók | Szavazók | Szavazók   | Szavazók   | Szavazók     | Szavazók   | Szavazók    | Szavazók      | Szavazók | Szavazók | Szavazók   | Szavazók | Szavazók     | Szavazók  | Szavazók   | Szavazók    | Szavazók      | Szavazók           |
| Ország        | Össz. | Svédország | Grúzia   | Ausztrália | Albánia  | Belgium  | Montenegró | Finnország | Azerbajdzsán | Portugália | Görögország | Lengyelország | Moldova  | Izland   | Csehország | Ciprus   | Örményország | Szlovénia | Lettország | Olaszország | Spanyolország | Egyesült Királyság |
| ------------- | ----- | ---------- | -------- | ---------- | -------- | -------- | ---------- | ---------- | ------------ | ---------- | ----------- | ------------- | -------- | -------- | ---------- | -------- | ------------ | --------- | ---------- | ----------- | ------------- | ------------------ |
| Svédország    | 124   |            | 8        | 8          | 4        | 12       | 6          | 12         |              | 5          | 2           | 4             | 8        | 8        | 10         | 8        | 5            | 7         | 2          | 10          | 3             | 2                  |
| Grúzia        | 62    | 6          |          |            | 1        | 3        |            | 3          | 6            | 3          | 4           | 10            | 5        | 7        |            |          | 6            | 5         |            | 2           |               | 1                  |
| Ausztrália    | 139   | 12         | 6        |            | 5        | 10       | 3          | 8          | 7            | 6          |             | 8             | 6        | 10       | 12         | 7        | 1            | 12        | 10         | 1           | 8             | 7                  |
| Albánia       | 38    |            |          |            |          |          | 10         |            | 10           |            | 10          |               |          |          |            |          |              |           |            | 8           |               |                    |
| Belgium       | 40    | 3          |          |            | 3        |          |            |            |              |            | 1           | 7             |          | 2        | 3          | 3        |              | 2         | 5          | 5           | 2             | 4                  |
| Montenegró    | 17    |            |          |            |          |          |            |            | 8            |            | 7           |               |          |          | 2          |          |              |           |            |             |               |                    |
| Finnország    | 41    | 7          |          | 7          |          |          |            |            |              | 7          |             | 1             | 3        | 3        | 1          | 6        |              | 6         |            |             |               |                    |
| Azerbajdzsán  | 87    |            | 10       | 3          | 7        | 5        | 7          |            |              | 8          | 8           |               | 4        | 6        | 4          | 4        |              | 3         | 1          | 12          | 5             |                    |
| Portugália    | 173   | 5          | 12       | 6          | 6        | 7        | 4          | 10         | 12           |            | 5           | 12            | 12       | 12       | 7          | 10       | 7            | 8         | 12         | 4           | 12            | 10                 |
| Görögország   | 61    |            |          | 1          | 8        |          | 12         |            |              | 2          |             | 2             | 7        | 1        |            | 12       | 10           |           |            |             | 6             |                    |
| Lengyelország | 50    |            |          | 12         | 2        | 4        |            | 2          | 3            | 1          |             |               | 1        |          | 8          | 2        | 2            | 4         | 3          |             |               | 6                  |
| Moldova       | 111   | 10         | 3        | 10         | 12       | 1        | 5          | 6          | 5            | 10         | 3           |               |          |          | 6          |          | 8            |           | 6          | 7           | 7             | 12                 |
| Izland        | 29    | 2          | 2        | 2          |          | 2        |            | 5          | 2            |            |             |               | 2        |          |            |          | 3            |           | 8          |             | 1             |                    |
| Csehország    | 81    | 4          | 1        | 4          |          | 6        | 2          |            | 4            | 12         |             | 3             |          | 5        |            | 1        | 4            | 10        | 7          |             | 10            | 8                  |
| Ciprus        | 61    | 8          | 5        |            |          | 8        |            | 7          |              |            | 6           |               |          | 4        | 5          |          | 12           |           |            | 3           |               | 3                  |
| Örményország  | 87    |            | 7        | 5          | 10       |          | 8          | 4          |              | 4          | 12          | 6             | 10       |          |            | 5        |              | 1         | 4          | 6           |               | 5                  |
| Szlovénia     | 16    | 1          | 4        |            |          |          | 1          | 1          |              |            |             | 5             |          |          |            |          |              |           |            |             | 4             |                    |
| Lettország    | 1     |            |          |            |          |          |            |            | 1            |            |             |               |          |          |            |          |              |           |            |             |               |                    |

#### Nézői szavazás
| Ország        | Össz. | Szavazók   | Szavazók | Szavazók   | Szavazók | Szavazók | Szavazók   | Szavazók   | Szavazók     | Szavazók   | Szavazók    | Szavazók      | Szavazók | Szavazók | Szavazók   | Szavazók | Szavazók     | Szavazók  | Szavazók   | Szavazók    | Szavazók      | Szavazók           |
| Ország        | Össz. | Svédország | Grúzia   | Ausztrália | Albánia  | Belgium  | Montenegró | Finnország | Azerbajdzsán | Portugália | Görögország | Lengyelország | Moldova  | Izland   | Csehország | Ciprus   | Örményország | Szlovénia | Lettország | Olaszország | Spanyolország | Egyesült Királyság |
| ------------- | ----- | ---------- | -------- | ---------- | -------- | -------- | ---------- | ---------- | ------------ | ---------- | ----------- | ------------- | -------- | -------- | ---------- | -------- | ------------ | --------- | ---------- | ----------- | ------------- | ------------------ |
| Svédország    | 103   |            | 4        | 8          | 10       | 5        | 3          | 7          | 6            | 10         | 3           | 5             | 1        | 10       | 2          | 5        | 4            | 5         | 7          | 1           | 6             | 1                  |
| Grúzia        | 37    |            |          |            |          |          |            |            | 12           | 6          | 6           |               | 2        |          |            | 1        | 8            |           |            | 2           |               |                    |
| Ausztrália    | 21    | 2          |          |            | 1        | 1        | 1          |            | 2            |            |             |               |          | 6        |            | 2        | 3            | 3         |            |             |               |                    |
| Albánia       | 38    |            |          |            |          |          | 12         |            | 3            |            | 5           |               | 10       |          |            |          |              | 1         |            | 7           |               |                    |
| Belgium       | 125   | 10         | 5        | 4          | 8        |          | 2          | 10         | 7            | 8          | 4           | 8             |          | 7        | 6          | 4        | 6            | 8         | 10         | 6           | 8             | 4                  |
| Montenegró    | 39    | 1          |          | 7          |          |          |            | 3          | 5            |            |             |               | 8        | 2        |            |          | 1            | 6         |            | 5           | 1             |                    |
| Finnország    | 51    | 8          |          | 2          | 5        | 3        |            |            |              | 7          | 1           | 4             |          | 3        | 3          |          |              | 2         | 5          |             | 5             | 3                  |
| Azerbajdzsán  | 63    |            | 12       | 1          |          |          | 6          |            |              | 1          |             |               | 12       |          | 12         | 10       |              | 7         | 2          |             |               |                    |
| Portugália    | 197   | 12         | 8        | 10         | 12       | 12       | 7          | 12         | 8            |            | 10          | 12            | 6        | 12       | 7          | 6        | 7            | 12        | 12         | 10          | 12            | 10                 |
| Görögország   | 54    |            | 2        | 3          | 6        | 6        | 4          |            |              | 5          |             | 2             |          |          |            | 12       | 5            |           |            | 4           |               | 5                  |
| Lengyelország | 69    | 6          | 3        |            | 2        | 8        |            |            | 1            |            | 2           |               | 3        | 5        | 8          | 3        | 2            |           | 3          | 8           | 3             | 12                 |
| Moldova       | 180   | 5          | 6        | 12         | 7        | 10       | 10         | 8          | 10           | 12         | 7           | 10            |          | 8        | 10         | 7        | 10           | 10        | 8          | 12          | 10            | 8                  |
| Izland        | 31    | 7          | 1        |            | 4        |          |            | 5          |              |            |             | 1             |          |          |            |          |              |           | 4          |             | 7             | 2                  |
| Csehország    | 2     |            |          |            |          |          |            |            |              | 2          |             |               |          |          |            |          |              |           |            |             |               |                    |
| Ciprus        | 103   | 4          | 7        | 6          | 3        | 4        | 5          | 6          |              | 3          | 12          | 7             | 7        | 4        | 4          |          | 12           | 4         | 6          | 3           |               | 6                  |
| Örményország  | 65    | 3          | 10       | 5          |          | 7        |            | 4          |              |            | 8           | 6             | 4        |          | 5          | 8        |              |           | 1          |             | 4             |                    |
| Szlovénia     | 20    |            |          |            |          | 2        | 8          | 2          |              | 4          |             | 3             |          |          | 1          |          |              |           |            |             |               |                    |
| Lettország    | 20    |            |          |            |          |          |            | 1          | 4            |            |             |               | 5        | 1        |            |          |              |           |            |             | 2             | 7                  |

A sorok és az oszlopok a fellépés sorrendjében vannak rendezve. Az utolsó három oszlopban az első elődöntőben szavazó automatikus döntősök találhatók meg.

### 12 pontos országok

#### Zsűri szavazás
Az alábbi országok kaptak 12 pontot az első elődöntőben a zsűritől:
| Darab | Jutalmazott ország | Szavazó ország                                                                  |
| ----- | ------------------ | ------------------------------------------------------------------------------- |
| 7     | Portugália         | Azerbajdzsán, Grúzia, Izland, Lettország, Moldova, Lengyelország, Spanyolország |
| 3     | Ausztrália         | Csehország, Szlovénia, Svédország                                               |
| 2     | Görögország        | Montenegró, Ciprus                                                              |
| 2     | Moldova            | Albánia, Egyesült Királyság                                                     |
| 2     | Svédország         | Belgium, Finnország                                                             |
| 1     | Örményország       | Görögország                                                                     |
| 1     | Azerbajdzsán       | Olaszország                                                                     |
| 1     | Ciprus             | Örményország                                                                    |
| 1     | Csehország         | Portugália                                                                      |
| 1     | Lengyelország      | Ausztrália                                                                      |

#### Nézői szavazás
Az alábbi országok kaptak 12 pontot az első elődöntőben a nézőktől:
| Darab | Jutalmazott ország | Szavazó ország                                                                                        |
| ----- | ------------------ | --- |
| 9     | Portugália         | Albánia, Belgium, Finnország, Izland, Lettország, Lengyelország, Szlovénia, Spanyolország, Svédország |
| 3     | Azerbajdzsán       | Csehország, Grúzia, Moldova                                                                           |
| 3     | Moldova            | Ausztrália, Olaszország, Portugália                                                                   |
| 2     | Ciprus             | Örményország, Görögország                                                                             |
| 1     | Albánia            | Montenegró                                                                                            |
| 1     | Grúzia             | Azerbajdzsán                                                                                          |
| 1     | Görögország        | Ciprus                                                                                                |
| 1     | Lengyelország      | Egyesült Királyság                                                                                    |

### Zsűri és nézői szavazás külön
| Helyezés | Zsűri szavazatok | Zsűri szavazatok | Nézői szavazatok | Nézői szavazatok |
| Helyezés | Ország           | Pontszám         | Ország           | Pontszám         |
| -------- | ---------------- | ---------------- | ---------------- | ---------------- |
| 1.       | Portugália       | 173              | Portugália       | 197              |
| 2.       | Ausztrália       | 139              | Moldova          | 180              |
| 3.       | Svédország       | 124              | Belgium          | 125              |
| 4.       | Moldova          | 111              | Svédország       | 103              |
| 5.       | Azerbajdzsán     | 87               | Ciprus           | 103              |
| 6.       | Örményország     | 87               | Lengyelország    | 69               |
| 7.       | Csehország       | 81               | Örményország     | 65               |
| 8.       | Grúzia           | 62               | Azerbajdzsán     | 63               |
| 9.       | Görögország      | 61               | Görögország      | 54               |
| 10.      | Ciprus           | 61               | Finnország       | 51               |
| 11.      | Lengyelország    | 50               | Montenegró       | 39               |
| 12.      | Finnország       | 41               | Albánia          | 38               |
| 13.      | Belgium          | 40               | Grúzia           | 37               |
| 14.      | Albánia          | 38               | Izland           | 31               |
| 15.      | Izland           | 29               | Ausztrália       | 21               |
| 16.      | Montenegró       | 17               | Szlovénia        | 20               |
| 17.      | Szlovénia        | 16               | Lettország       | 20               |
| 18.      | Lettország       | 1                | Csehország       | 2                |

## Második elődöntő
A második elődöntőt május 11-én rendezték meg tizennyolc ország részvételével. Az egyes országok által kiosztott pontok telefonos szavazás, illetve szakmai zsűrik szavazatai alapján alakultak ki, mely alapján az első tíz helyezett jutott tovább a döntőbe. A részt vevő országokon kívül három automatikusan döntős ország –  Franciaország,  Németország és  Ukrajna – is szavazott a második elődöntőben, valamint a május 10-én tartott főpróbákon versenydalukat is előadták.
- A versenyre eredetileg nevező Oroszország a második elődöntő első felében, harmadikként vett volna részt, de 2017. április 13-án az orosz műsorsugárzó, a Pervij Kanal bejelentette visszalépését, miután énekesüket az ukrán hatóságok törvénysértés miatt három évre kitiltották Ukrajna területéről. Az országot Julia Samoylova képviselte volna a Flame Is Burning (magyarul: Ég a láng) című dallal.

| #  | Ország           | Előadó                            | Dal                 | Helyezés | Pontszám |
| -- | ---------------- | --------------------------------- | ------------------- | -------- | -------- |
| 01 | Szerbia          | Tijana Bogićević                  | In Too Deep         | 11.      | 98       |
| 02 | Ausztria         | Nathan Trent                      | Running on Air      | 7.       | 147      |
| 03 | Macedónia        | Jana Burčeska                     | Dance Alone         | 15.      | 69       |
| 04 | Málta            | Claudia Faniello                  | Breathlessly        | 16.      | 55       |
| 05 | Románia          | Ilinca feat. Alex Florea          | Yodel It!           | 6.       | 174      |
| 06 | Hollandia        | O’G3NE                            | Lights and Shadows  | 4.       | 200      |
| 07 | Magyarország     | Pápai Joci                        | Origo               | 2.       | 231      |
| 08 | Dánia            | Anja                              | Where I Am          | 10.      | 101      |
| 09 | Írország         | Brendan Murray                    | Dying to Try        | 13.      | 86       |
| 10 | San Marino       | Valentina Monetta & Jimmie Wilson | Spirit of the Night | 18.      | 1        |
| 11 | Horvátország     | Jacques Houdek                    | My Friend           | 8.       | 141      |
| 12 | Norvégia         | Jowst                             | Grab the Moment     | 5.       | 189      |
| 13 | Svájc            | Timebelle                         | Apollo              | 12.      | 97       |
| 14 | Fehéroroszország | Naviband                          | Story of My Life    | 9.       | 110      |
| 15 | Bulgária         | Kristian Kostov                   | Beautiful Mess      | 1.       | 403      |
| 16 | Litvánia         | Fusedmarc                         | Rain of Revolution  | 17.      | 42       |
| 17 | Észtország       | Koit Toome & Laura                | Verona              | 14.      | 85       |
| 18 | Izrael           | Imri                              | I Feel Alive        | 3.       | 207      |

### Ponttáblázat

#### Zsűri szavazás
| Ország           | Össz. | Szavazók | Szavazók | Szavazók  | Szavazók | Szavazók | Szavazók  | Szavazók     | Szavazók | Szavazók | Szavazók   | Szavazók     | Szavazók | Szavazók | Szavazók         | Szavazók | Szavazók | Szavazók   | Szavazók | Szavazók      | Szavazók    | Szavazók |
| Ország           | Össz. | Szerbia  | Ausztria | Macedónia | Málta    | Románia  | Hollandia | Magyarország | Dánia    | Írország | San Marino | Horvátország | Norvégia | Svájc    | Fehéroroszország | Bulgária | Litvánia | Észtország | Izrael   | Franciaország | Németország | Ukrajna  |
| ---------------- | ----- | -------- | -------- | --------- | -------- | -------- | --------- | ------------ | -------- | -------- | ---------- | ------------ | -------- | -------- | ---------------- | -------- | -------- | ---------- | -------- | ------------- | ----------- | -------- |
| Szerbia          | 53    |          |          |           | 2        |          | 6         | 4            | 8        | 2        | 2          | 2            | 6        | 6        | 4                | 2        |          | 1          |          | 1             | 7           |          |
| Ausztria         | 115   | 6        |          | 3         |          | 5        | 8         | 8            | 7        | 10       | 7          | 5            | 4        | 7        | 6                | 12       | 4        | 5          | 8        | 4             | 6           |          |
| Macedónia        | 29    | 5        |          |           | 8        |          |           | 2            |          |          |            |              | 3        |          |                  |          |          |            |          | 8             |             | 3        |
| Málta            | 55    | 2        | 6        | 8         |          | 1        | 3         |              |          | 5        | 1          | 1            |          |          | 5                | 7        | 1        | 4          | 2        | 6             | 3           |          |
| Románia          | 26    |          |          | 10        | 4        |          | 1         |              |          | 4        |            |              |          |          |                  |          |          |            | 3        |               |             | 4        |
| Hollandia        | 149   | 8        | 8        | 6         | 6        | 12       |           | 10           | 10       | 3        | 12         | 12           | 8        | 8        | 8                | 8        | 5        | 6          |          | 5             | 8           | 6        |
| Magyarország     | 66    | 12       | 3        | 5         |          |          |           |              | 3        |          | 3          | 10           | 2        | 5        |                  |          | 2        | 2          | 12       |               |             | 7        |
| Dánia            | 96    | 4        |          | 7         | 5        | 10       | 10        | 6            |          | 1        | 5          | 8            | 10       | 3        | 2                | 4        | 6        | 8          | 4        | 2             | 1           |          |
| Írország         | 45    |          | 10       |           | 1        | 3        |           | 5            | 2        |          |            |              |          | 2        |                  | 1        | 8        | 7          |          |               | 4           | 2        |
| San Marino       | 0     |          |          |           |          |          |           |              |          |          |            |              |          |          |                  |          |          |            |          |               |             |          |
| Horvátország     | 37    | 3        | 1        |           |          | 7        | 2         |              |          |          | 4          |              | 1        |          | 3                | 6        |          |            |          |               | 5           | 5        |
| Norvégia         | 137   | 1        | 5        |           |          | 2        | 7         | 7            | 12       | 7        | 10         | 4            |          | 10       | 10               | 5        | 12       | 10         | 10       | 3             | 12          | 10       |
| Svájc            | 48    |          | 4        | 1         |          | 6        | 4         |              | 4        | 8        |            |              | 5        |          |                  | 3        | 7        | 3          | 1        |               | 2           |          |
| Fehéroroszország | 55    |          | 7        |           | 7        |          |           | 3            |          |          |            | 7            |          | 1        |                  |          | 3        |            | 5        | 10            |             | 12       |
| Bulgária         | 199   | 10       | 12       | 12        | 12       | 8        | 12        | 12           | 6        | 12       | 8          | 6            | 12       | 12       | 12               |          | 10       | 12         | 6        | 7             | 10          | 8        |
| Litvánia         | 17    |          |          | 4         |          |          |           |              |          |          | 6          |              |          |          | 7                |          |          |            |          |               |             |          |
| Észtország       | 16    |          | 2        | 2         | 3        |          |           |              | 1        |          |            |              |          |          | 1                |          |          |            | 7        |               |             |          |
| Izrael           | 75    | 7        |          |           | 10       | 4        | 5         | 1            | 5        | 6        |            | 3            | 7        | 4        |                  | 10       |          |            |          | 12            |             | 1        |

#### Nézői szavazás
| Ország           | Össz. | Szavazók | Szavazók | Szavazók  | Szavazók | Szavazók | Szavazók  | Szavazók     | Szavazók | Szavazók | Szavazók   | Szavazók     | Szavazók | Szavazók | Szavazók         | Szavazók | Szavazók | Szavazók   | Szavazók | Szavazók      | Szavazók    | Szavazók |
| Ország           | Össz. | Szerbia  | Ausztria | Macedónia | Málta    | Románia  | Hollandia | Magyarország | Dánia    | Írország | San Marino | Horvátország | Norvégia | Svájc    | Fehéroroszország | Bulgária | Litvánia | Észtország | Izrael   | Franciaország | Németország | Ukrajna  |
| ---------------- | ----- | -------- | -------- | --------- | -------- | -------- | --------- | ------------ | -------- | -------- | ---------- | ------------ | -------- | -------- | ---------------- | -------- | -------- | ---------- | -------- | ------------- | ----------- | -------- |
| Szerbia          | 45    |          | 6        | 12        |          |          |           |              |          |          |            | 10           |          | 12       |                  |          |          |            |          | 5             |             |          |
| Ausztria         | 32    | 1        |          |           | 1        | 4        | 6         | 3            | 3        |          | 1          | 4            |          | 2        |                  |          |          |            | 3        |               | 4           |          |
| Macedónia        | 40    | 10       |          |           |          |          |           |              |          |          | 4          | 6            |          | 3        |                  | 12       |          |            | 5        |               |             |          |
| Málta            | 0     |          |          |           |          |          |           |              |          |          |            |              |          |          |                  |          |          |            |          |               |             |          |
| Románia          | 148   | 6        | 7        | 3         | 7        |          | 8         | 7            | 8        | 8        | 8          | 7            | 8        | 7        | 5                | 7        | 6        | 12         | 10       | 12            | 7           | 5        |
| Hollandia        | 51    |          | 4        | 2         | 3        |          |           | 6            | 7        | 5        | 3          | 2            | 3        | 4        |                  | 1        |          | 2          | 4        |               | 5           |          |
| Magyarország     | 165   | 12       | 12       | 6         | 6        | 12       | 10        |              | 4        | 6        | 10         | 12           | 6        | 8        | 10               | 8        | 5        | 8          | 7        | 7             | 10          | 6        |
| Dánia            | 5     |          |          |           |          |          | 1         |              |          |          |            |              | 4        |          |                  |          |          |            |          |               |             |          |
| Írország         | 41    |          | 3        | 1         | 4        | 6        | 2         |              | 5        |          | 2          |              | 2        |          | 3                |          | 4        | 7          | 1        | 1             |             |          |
| San Marino       | 1     |          |          |           |          |          |           |              |          |          |            |              |          |          |                  |          |          |            |          |               | 1           |          |
| Horvátország     | 104   | 7        | 10       | 8         | 8        | 5        | 4         | 10           |          | 7        | 6          |              | 1        | 10       | 4                | 6        | 2        | 5          |          | 2             | 6           | 3        |
| Norvégia         | 52    | 3        |          |           |          | 2        | 5         | 5            | 10       | 2        |            |              |          |          | 6                | 3        | 7        | 3          |          |               | 2           | 4        |
| Svájc            | 49    | 4        | 2        | 5         | 5        | 10       |           | 1            | 1        |          | 5          | 1            |          |          | 2                | 4        | 1        |            | 2        | 4             |             | 2        |
| Fehéroroszország | 55    | 2        | 1        |           |          | 1        | 3         | 2            |          | 1        |            | 3            |          |          |                  | 5        | 8        | 6          | 8        | 3             |             | 12       |
| Bulgária         | 204   | 8        | 8        | 10        | 12       | 8        | 12        | 12           | 12       | 10       | 12         | 8            | 12       | 6        | 12               |          | 10       | 10         | 12       | 8             | 12          | 10       |
| Litvánia         | 25    |          |          |           |          |          |           |              |          | 12       |            |              | 10       |          | 1                |          |          | 1          |          |               |             | 1        |
| Észtország       | 69    |          |          | 4         | 2        | 3        |           | 4            | 2        | 3        |            |              | 5        | 1        | 8                | 2        | 12       |            | 6        | 6             | 3           | 8        |
| Izrael           | 132   | 5        | 5        | 7         | 10       | 7        | 7         | 8            | 6        | 4        | 7          | 5            | 7        | 5        | 7                | 10       | 3        | 4          |          | 10            | 8           | 7        |

A sorok és az oszlopok a fellépés sorrendjében vannak rendezve. Az utolsó három oszlopban a második elődöntőben szavazó automatikus döntősök találhatók meg.

### 12 pontos országok

#### Zsűri szavazás
Az alábbi országok kaptak 12 pontot a második elődöntőben a zsűritől:
| Darab | Jutalmazott ország | Szavazó ország                                                                                               |
| ----- | ------------------ | --- |
| 10    | Bulgária           | Ausztria, Fehéroroszország, Macedónia, Észtország, Magyarország, Írország, Málta, Hollandia, Norvégia, Svájc |
| 3     | Hollandia          | Horvátország, Románia, San Marino                                                                            |
| 3     | Norvégia           | Dánia, Németország, Litvánia                                                                                 |
| 2     | Magyarország       | Izrael, Szerbia                                                                                              |
| 1     | Ausztria           | Bulgária |
| 1     | Fehéroroszország   | Ukrajna |
| 1     | Izrael             | Franciaország                                                                                                |

#### Nézői szavazás
Az alábbi országok kaptak 12 pontot a második elődöntőben a nézőktől:
| Darab | Jutalmazott ország | Szavazó ország                                                                                     |
| ----- | ------------------ | -------------------------------------------------------------------------------------------------- |
| 9     | Bulgária           | Fehéroroszország, Dánia, Németország, Magyarország, Izrael, Málta, Hollandia, Norvégia, San Marino |
| 4     | Magyarország       | Ausztria, Horvátország, Románia, Szerbia                                                           |
| 2     | Románia            | Franciaország, Észtország                                                                          |
| 2     | Szerbia            | Macedónia, Svájc                                                                                   |
| 1     | Fehéroroszország   | Ukrajna                                                                                            |
| 1     | Macedónia          | Bulgária                                                                                           |
| 1     | Észtország         | Litvánia                                                                                           |
| 1     | Litvánia           | Írország                                                                                           |

### Zsűri és nézői szavazás külön
| Helyezés | Zsűri szavazatok | Zsűri szavazatok | Nézői szavazatok | Nézői szavazatok |
| Helyezés | Ország           | Pontszám         | Ország           | Pontszám         |
| -------- | ---------------- | ---------------- | ---------------- | ---------------- |
| 1.       | Bulgária         | 199              | Bulgária         | 204              |
| 2.       | Hollandia        | 149              | Magyarország     | 165              |
| 3.       | Norvégia         | 137              | Románia          | 148              |
| 4.       | Ausztria         | 115              | Izrael           | 132              |
| 5.       | Dánia            | 96               | Horvátország     | 104              |
| 6.       | Izrael           | 75               | Észtország       | 69               |
| 7.       | Magyarország     | 66               | Fehéroroszország | 55               |
| 8.       | Málta            | 55               | Norvégia         | 52               |
| 9.       | Fehéroroszország | 55               | Hollandia        | 51               |
| 10.      | Szerbia          | 53               | Svájc            | 49               |
| 11.      | Svájc            | 48               | Szerbia          | 45               |
| 12.      | Írország         | 45               | Írország         | 41               |
| 13.      | Horvátország     | 37               | Macedónia        | 40               |
| 14.      | Macedónia        | 29               | Ausztria         | 32               |
| 15.      | Románia          | 26               | Litvánia         | 25               |
| 16.      | Litvánia         | 17               | Dánia            | 5                |
| 17.      | Észtország       | 16               | San Marino       | 1                |
| 18.      | San Marino       | 0                | Málta            | 0                |

### Magyarország zsűri és nézői szavazás eredményei
| Ország           | Zsűri szavazás                    | Zsűri szavazás                    | Zsűri szavazás                    | Zsűri szavazás                    | Zsűri szavazás                    | Zsűri szavazás                    | Zsűri szavazás                    | Nézői szavazás                    | Nézői szavazás                    |
| Ország           | Caramel                           | Závodi G.                         | Király V.                         | Zséda                             | Várallyay P.                      | Helyezés                          | Pontszám                          | Helyezés                          | Pontszám                          |
| ---------------- | --------------------------------- | --------------------------------- | --------------------------------- | --------------------------------- | --------------------------------- | --------------------------------- | --------------------------------- | --------------------------------- | --------------------------------- |
| Szerbia          | 8.                                | 7.                                | 8.                                | 11.                               | 7.                                | 7.                                | 4                                 | 16.                               |                                   |
| Ausztria         | 2.                                | 5.                                | 1.                                | 4.                                | 4.                                | 3.                                | 8                                 | 8.                                | 3                                 |
| Macedónia        | 6.                                | 11.                               | 7.                                | 12.                               | 12.                               | 9.                                | 2                                 | 12.                               |                                   |
| Málta            | 13.                               | 4.                                | 9.                                | 14.                               | 16.                               | 11.                               |                                   | 15.                               |                                   |
| Románia          | 17.                               | 17.                               | 17.                               | 17.                               | 17.                               | 17.                               |                                   | 4.                                | 7                                 |
| Hollandia        | 3.                                | 2.                                | 3.                                | 1.                                | 5.                                | 2.                                | 10                                | 5.                                | 6                                 |
| Magyarország     | Nem lehet saját országra szavazni | Nem lehet saját országra szavazni | Nem lehet saját országra szavazni | Nem lehet saját országra szavazni | Nem lehet saját országra szavazni | Nem lehet saját országra szavazni | Nem lehet saját országra szavazni | Nem lehet saját országra szavazni | Nem lehet saját országra szavazni |
| Dánia            | 4.                                | 10.                               | 4.                                | 9.                                | 1.                                | 5.                                | 6                                 | 14.                               |                                   |
| Írország         | 9.                                | 3.                                | 6.                                | 5.                                | 8.                                | 6.                                | 5                                 | 11.                               |                                   |
| San Marino       | 16.                               | 12.                               | 14.                               | 16.                               | 13.                               | 15.                               |                                   | 13.                               |                                   |
| Horvátország     | 12.                               | 15.                               | 10.                               | 8.                                | 14.                               | 14.                               |                                   | 2.                                | 10                                |
| Norvégia         | 5.                                | 6.                                | 5.                                | 2.                                | 2.                                | 4.                                | 7                                 | 6.                                | 5                                 |
| Svájc            | 10.                               | 14.                               | 11.                               | 10.                               | 11.                               | 12.                               |                                   | 10.                               | 1                                 |
| Fehéroroszország | 7.                                | 8.                                | 13.                               | 13.                               | 6.                                | 8.                                | 3                                 | 9.                                | 2                                 |
| Bulgária         | 1.                                | 1.                                | 2.                                | 3.                                | 3.                                | 1.                                | 12                                | 1.                                | 12                                |
| Litvánia         | 15.                               | 16.                               | 12.                               | 6.                                | 9.                                | 13.                               |                                   | 17.                               |                                   |
| Észtország       | 14.                               | 13.                               | 15.                               | 15.                               | 15.                               | 16.                               |                                   | 7.                                | 4                                 |
| Izrael           | 11.                               | 9.                                | 16.                               | 7.                                | 10.                               | 10.                               | 1                                 | 3.                                | 8                                 |

## Döntő
A döntőt május 13-án rendezték meg huszonhat ország részvételével. A mezőnyt a következő országok alkották:
- Az első elődöntő első tíz helyezettje
- A második elődöntő első tíz helyezettje
- A házigazda ország, egyben az előző év győztese:  Ukrajna
- Az automatikusan döntős „Öt Nagy” ország:  Egyesült Királyság,  Franciaország,  Németország,  Olaszország,  Spanyolország

| #  | Ország             | Előadó                   | Dal                  | Helyezés | Pontszám |
| -- | ------------------ | ------------------------ | -------------------- | -------- | -------- |
| 01 | Izrael             | Imri                     | I Feel Alive         | 23.      | 39       |
| 02 | Lengyelország      | Kasia Moś                | Flashlight           | 22.      | 64       |
| 03 | Fehéroroszország   | Naviband                 | Story of My Life     | 17.      | 83       |
| 04 | Ausztria           | Nathan Trent             | Running on Air       | 16.      | 93       |
| 05 | Örményország       | Artsvik                  | Fly with Me          | 18.      | 79       |
| 06 | Hollandia          | O’G3NE                   | Lights and Shadows   | 11.      | 150      |
| 07 | Moldova            | SunStroke Project        | Hey Mamma            | 3.       | 374      |
| 08 | Magyarország       | Pápai Joci               | Origo                | 8.       | 200      |
| 09 | Olaszország        | Francesco Gabbani        | Occidentali’s Karma  | 6.       | 334      |
| 10 | Dánia              | Anja                     | Where I Am           | 20.      | 77       |
| 11 | Portugália         | Salvador Sobral          | Amar pelos dois      | 1.       | 758      |
| 12 | Azerbajdzsán       | Dihaj                    | Skeletons            | 14.      | 120      |
| 13 | Horvátország       | Jacques Houdek           | My Friend            | 13.      | 128      |
| 14 | Ausztrália         | Isaiah                   | Don’t Come Easy      | 9.       | 173      |
| 15 | Görögország        | Demy                     | This Is Love         | 19.      | 77       |
| 16 | Spanyolország      | Manel Navarro            | Do It for Your Lover | 26.      | 5        |
| 17 | Norvégia           | Jowst                    | Grab the Moment      | 10.      | 158      |
| 18 | Egyesült Királyság | Lucie Jones              | Never Give Up on You | 15.      | 111      |
| 19 | Ciprus             | Hovig                    | Gravity              | 21.      | 68       |
| 20 | Románia            | Ilinca feat. Alex Florea | Yodel It!            | 7.       | 282      |
| 21 | Németország        | Levina                   | Perfect Life         | 25.      | 6        |
| 22 | Ukrajna            | O.Torvald                | Time                 | 24.      | 36       |
| 23 | Belgium            | Blanche                  | City Lights          | 4.       | 363      |
| 24 | Svédország         | Robin Bengtsson          | I Can’t Go On        | 5.       | 344      |
| 25 | Bulgária           | Kristian Kostov          | Beautiful Mess       | 2.       | 615      |
| 26 | Franciaország      | Alma                     | Requiem              | 12.      | 135      |

### Pontbejelentők
A szavazás sorrendje a döntőben a következőképpen alakult:
| 1. Svédország – Wiktoria 2. Azerbajdzsán – Tural Asadov 3. San Marino – Lia Fiorio és Gigi Restivo 4. Lettország – Aminata 5. Izrael – Ofer Nahson 6. Montenegró – Tijana Mišković 7. Albánia – Andri Xhahu 8. Málta – Martha Fenech 9. Macedónia – Ilija Grujoszki 10. Dánia – Ulla Essendrop 11. Ausztria – Kristina Inhof 12. Norvégia – Marcus & Martinus 13. Spanyolország – Nieves Álvarez García 14. Finnország – Jenni Vartiainen | 1. Franciaország – Élodie Gossuin 2. Görögország – Constantinos 3. Litvánia – Eglė Daugėlaitė 4. Észtország – Jüri Pootsmann 5. Moldova – Gloria Gorceag 6. Örményország – Iveta Mukuchyan 7. Bulgária – Borjana Gramatikova 8. Izland – Bo Halldórsson 9. Szerbia – Sanja Vučić 10. Ausztrália – Lee Lin Chin 11. Olaszország – Giulia Valentina Palermo 12. Németország – Barbara Schöneberger 13. Portugália – Filomena Cautela 14. Svájc – Luca Hänni | 1. Hollandia – Douwe Bob 2. Írország – Nicky Byrne 3. Grúzia – Nika Kocharov 4. Ciprus – John Karayiannis 5. Fehéroroszország – Alyona Lanskaya 6. Románia – Sonia Argint Ionescu 7. Magyarország – Tatár Csilla 8. Szlovénia – Katarina Čas 9. Belgium – Fanny Gillard 10. Lengyelország – Anna Popek 11. Egyesült Királyság – Katrina Leskanich 12. Horvátország – Uršula Tolj 13. Csehország – Radka Rosická 14. Ukrajna – Zlata Ognevich |

### Ponttáblázat

#### Zsűri szavazás
| Ország             | Össz. | Szavazók | Szavazók      | Szavazók         | Szavazók | Szavazók     | Szavazók  | Szavazók | Szavazók     | Szavazók    | Szavazók | Szavazók   | Szavazók     | Szavazók     | Szavazók   | Szavazók    | Szavazók      | Szavazók | Szavazók           | Szavazók | Szavazók | Szavazók    | Szavazók | Szavazók | Szavazók   | Szavazók | Szavazók      | Szavazók | Szavazók | Szavazók   | Szavazók   | Szavazók | Szavazók   | Szavazók  | Szavazók   | Szavazók | Szavazók  | Szavazók | Szavazók | Szavazók   | Szavazók | Szavazók | Szavazók   |
| Ország             | Össz. | Izrael   | Lengyelország | Fehéroroszország | Ausztria | Örményország | Hollandia | Moldova  | Magyarország | Olaszország | Dánia    | Portugália | Azerbajdzsán | Horvátország | Ausztrália | Görögország | Spanyolország | Norvégia | Egyesült Királyság | Ciprus   | Románia  | Németország | Ukrajna  | Belgium  | Svédország | Bulgária | Franciaország | Grúzia   | Albánia  | Montenegró | Finnország | Izland   | Csehország | Szlovénia | Lettország | Szerbia  | Macedónia | Málta    | Írország | San Marino | Svájc    | Litvánia | Észtország |
| ------------------ | ----- | -------- | ------------- | ---------------- | -------- | ------------ | --------- | -------- | ------------ | ----------- | -------- | ---------- | ------------ | ------------ | ---------- | ----------- | ------------- | -------- | ------------------ | -------- | -------- | ----------- | -------- | -------- | ---------- | -------- | ------------- | -------- | -------- | ---------- | ---------- | -------- | ---------- | --------- | ---------- | -------- | --------- | -------- | -------- | ---------- | -------- | -------- | ---------- |
| Izrael             | 34    |          |               | 1                |          |              |           |          |              |             |          |            | 4            |              |            |             |               | 5        |                    |          | 2        |             |          |          |            | 8        | 6             |          |          |            |            |          |            |           |            | 1        |           | 7        |          |            |          |          |            |
| Lengyelország      | 23    |          |               | 2                |          |              |           |          |              |             |          |            | 6            |              | 2          |             |               |          |                    |          |          |             |          |          |            | 7        |               |          |          |            |            |          | 1          | 4         |            |          |           |          |          | 1          |          |          |            |
| Fehéroroszország   | 50    | 1        |               |                  | 7        |              |           | 3        |              |             |          |            | 12           | 5            |            | 3           |               |          | 1                  |          |          |             | 12       |          |            | 2        |               |          |          |            |            |          |            |           | 2          |          |           | 2        |          |            |          |          |            |
| Ausztria           | 93    |          |               | 4                |          | 1            | 3         | 2        |              | 1           | 7        | 10         |              | 1            | 3          |             | 3             |          | 3                  |          | 1        | 2           |          | 3        | 4          | 12       | 1             | 5        |          | 1          |            |          | 4          |           | 6          | 4        |           |          | 7        |            |          | 5        |            |
| Örményország       | 58    |          | 2             |                  |          |              |           | 6        | 2            | 4           | 1        |            |              |              | 1          | 8           |               |          |                    |          |          |             |          |          |            | 4        |               | 3        | 7        | 4          |            |          |            | 3         |            | 5        |           | 1        |          | 4          |          | 3        |            |
| Hollandia          | 135   |          | 8             | 5                | 12       |              |           |          | 8            |             | 5        | 3          |              | 8            | 4          |             | 1             | 4        | 4                  |          | 12       | 7           | 3        |          | 3          | 10       | 4             | 1        |          |            |            |          | 8          | 1         |            |          |           |          | 4        | 7          | 7        | 2        | 4          |
| Moldova            | 110   | 3        |               |                  |          | 8            |           |          |              | 8           | 3        | 6          | 10           |              | 10         | 7           | 7             | 2        | 6                  |          | 8        |             | 4        |          | 8          |          |               |          |          |            | 3          |          | 3          |           | 1          | 7        | 6         |          |          |            |          |          |            |
| Magyarország       | 48    |          |               |                  | 5        |              |           | 1        |              |             |          |            |              | 12           |            |             |               |          |                    |          |          | 1           | 8        |          |            |          |               |          |          |            |            | 4        |            |           |            | 10       |           | 3        |          |            | 3        |          | 1          |
| Olaszország        | 126   | 2        |               |                  | 6        | 2            |           |          |              |             |          |            |              |              |            | 4           | 10            | 7        |                    | 10       |          |             |          |          | 6          |          | 10            | 2        | 12       | 8          | 7          | 5        |            | 2         |            | 8        |           | 12       |          | 3          | 2        | 8        |            |
| Dánia              | 69    |          |               | 3                |          |              | 8         |          | 5            |             |          |            |              | 3            | 5          |             |               | 8        | 2                  |          | 5        |             |          |          | 5          |          |               |          |          |            | 4          | 3        | 6          |           |            |          | 7         |          |          |            |          |          | 5          |
| Portugália         | 382   | 12       | 12            | 10               | 8        | 12           | 12        | 7        | 12           | 5           | 10       |            | 8            | 7            | 7          | 5           | 12            | 10       | 12                 | 8        | 6        | 10          | 10       | 8        | 12         |          | 12            | 12       | 6        |            | 8          | 12       | 12         | 12        | 12         | 12       | 10        | 10       | 5        | 12         | 12       | 12       | 8          |
| Azerbajdzsán       | 78    |          | 1             |                  |          |              |           | 5        | 4            | 12          |          | 12         |              |              |            | 10          |               |          |                    | 1        |          |             | 6        | 4        |            | 5        |               | 10       | 2        |            |            |          |            |           |            |          |           |          | 1        | 5          |          |          |            |
| Horvátország       | 25    |          |               |                  |          |              |           |          |              |             |          |            | 1            |              |            |             |               |          |                    |          | 3        | 3           | 7        |          |            |          |               |          |          | 5          |            |          |            |           |            |          |           | 6        |          |            |          |          |            |
| Ausztrália         | 171   |          | 7             | 7                |          |              | 4         | 4        | 7            |             | 8        | 5          |              | 6            |            |             | 8             | 3        | 10                 | 4        | 4        | 5           | 2        | 6        | 10         |          | 2             |          | 4        |            | 10         | 10       | 10         | 7         | 5          | 3        | 8         |          |          |            | 4        | 1        | 7          |
| Görögország        | 48    |          |               |                  |          | 10           |           |          |              |             |          |            | 5            |              |            |             | 2             |          |                    | 12       |          |             |          |          |            | 6        |               |          | 1        | 12         |            |          |            |           |            |          |           |          |          |            |          |          |            |
| Spanyolország      | 0     |          |               |                  |          |              |           |          |              |             |          |            |              |              |            |             |               |          |                    |          |          |             |          |          |            |          |               |          |          |            |            |          |            |           |            |          |           |          |          |            |          |          |            |
| Norvégia           | 129   | 5        | 3             | 6                | 3        | 5            | 7         |          | 6            | 3           | 6        | 2          |              | 2            |            |             |               |          |                    |          |          | 12          |          | 7        |            |          | 7             | 7        |          |            | 1          | 1        |            |           | 7          |          | 2         |          | 2        | 10         | 5        | 10       | 10         |
| Egyesült Királyság | 99    |          | 5             |                  | 1        | 4            | 5         |          | 3            |             |          |            |              |              | 12         | 1           |               | 1        |                    | 5        |          | 6           |          | 2        |            |          | 3             |          | 8        |            | 2          | 7        | 5          | 10        | 4          |          | 3         |          |          | 6          |          |          | 6          |
| Ciprus             | 36    |          |               |                  |          | 7            |           |          |              |             |          | 1          |              |              |            | 12          |               |          |                    |          |          |             |          | 5        | 2          |          |               | 4        |          |            | 5          |          |            |           |            |          |           |          |          |            |          |          |            |
| Románia            | 58    |          |               |                  |          |              | 1         | 12       |              |             |          |            | 3            |              |            | 6           |               |          |                    |          |          |             |          |          |            | 3        |               |          | 3        | 10         |            |          |            |           | 3          |          | 4         | 5        | 8        |            |          |          |            |
| Németország        | 3     |          |               |                  |          |              |           |          |              |             |          |            |              |              |            |             |               |          |                    |          |          |             |          |          |            |          |               |          |          |            |            |          |            |           |            |          |           |          | 3        |            |          |          |            |
| Ukrajna            | 12    | 4        |               |                  |          |              |           |          |              |             |          |            | 7            |              |            |             |               |          |                    |          |          |             |          |          |            | 1        |               |          |          |            |            |          |            |           |            |          |           |          |          |            |          |          |            |
| Belgium            | 108   | 8        | 10            |                  | 2        |              | 2         |          |              | 7           | 2        | 8          |              |              |            |             | 4             |          | 5                  | 3        |          |             | 1        |          | 1          |          |               |          |          | 6          |            | 2        |            | 5         | 10         |          |           |          | 12       | 8          | 6        | 4        | 2          |
| Svédország         | 218   | 10       | 4             | 8                | 4        | 6            | 6         | 8        | 1            | 10          | 12       | 7          |              | 4            | 6          |             | 5             | 6        | 8                  | 6        | 7        | 4           |          | 12       |            |          | 8             | 8        |          | 7          | 12         | 8        | 7          | 6         |            | 2        | 1         |          | 6        |            | 10       | 6        | 3          |
| Bulgária           | 278   | 7        | 6             | 12               | 10       |              | 10        | 10       | 10           | 2           | 4        |            | 2            | 10           | 8          | 2           | 6             | 12       | 7                  | 7        | 10       | 8           |          | 10       | 7          |          | 5             | 6        | 10       | 2          | 6          | 6        | 2          | 8         | 8          | 6        | 12        | 8        | 10       | 2          | 8        | 7        | 12         |
| Franciaország      | 45    | 6        |               |                  |          | 3            |           |          |              | 6           |          | 4          |              |              |            |             |               |          |                    | 2        |          |             | 5        | 1        |            |          |               |          | 5        | 3          |            |          |            |           |            |          | 5         | 4        |          |            | 1        |          |            |

#### Nézői szavazás
| Ország             | Össz. | Szavazók | Szavazók      | Szavazók         | Szavazók | Szavazók     | Szavazók  | Szavazók | Szavazók     | Szavazók    | Szavazók | Szavazók   | Szavazók     | Szavazók     | Szavazók   | Szavazók    | Szavazók      | Szavazók | Szavazók           | Szavazók | Szavazók | Szavazók    | Szavazók | Szavazók | Szavazók   | Szavazók | Szavazók      | Szavazók | Szavazók | Szavazók   | Szavazók   | Szavazók | Szavazók   | Szavazók  | Szavazók   | Szavazók | Szavazók  | Szavazók | Szavazók | Szavazók   | Szavazók | Szavazók | Szavazók   |
| Ország             | Össz. | Izrael   | Lengyelország | Fehéroroszország | Ausztria | Örményország | Hollandia | Moldova  | Magyarország | Olaszország | Dánia    | Portugália | Azerbajdzsán | Horvátország | Ausztrália | Görögország | Spanyolország | Norvégia | Egyesült Királyság | Ciprus   | Románia  | Németország | Ukrajna  | Belgium  | Svédország | Bulgária | Franciaország | Grúzia   | Albánia  | Montenegró | Finnország | Izland   | Csehország | Szlovénia | Lettország | Szerbia  | Macedónia | Málta    | Írország | San Marino | Svájc    | Litvánia | Észtország |
| ------------------ | ----- | -------- | ------------- | ---------------- | -------- | ------------ | --------- | -------- | ------------ | ----------- | -------- | ---------- | ------------ | ------------ | ---------- | ----------- | ------------- | -------- | ------------------ | -------- | -------- | ----------- | -------- | -------- | ---------- | -------- | ------------- | -------- | -------- | ---------- | ---------- | -------- | ---------- | --------- | ---------- | -------- | --------- | -------- | -------- | ---------- | -------- | -------- | ---------- |
| Izrael             | 5     |          |               |                  |          |              |           |          |              |             |          |            | 1            |              |            |             |               |          |                    |          |          |             |          |          |            |          | 3             |          |          |            |            |          |            |           |            |          | 1         |          |          |            |          |          |            |
| Lengyelország      | 41    |          |               |                  | 2        |              | 1         |          |              | 3           |          |            |              |              |            |             |               | 3        | 10                 |          |          | 2           |          | 4        | 5          |          | 1             |          |          |            |            | 3        |            |           |            |          |           |          | 7        |            |          |          |            |
| Fehéroroszország   | 33    | 2        | 4             |                  |          |              |           | 1        |              |             |          |            |              |              |            |             |               |          |                    |          |          |             | 8        |          |            |          |               | 6        |          |            |            |          | 3          |           | 6          |          |           |          |          |            |          | 1        | 2          |
| Ausztria           | 0     |          |               |                  |          |              |           |          |              |             |          |            |              |              |            |             |               |          |                    |          |          |             |          |          |            |          |               |          |          |            |            |          |            |           |            |          |           |          |          |            |          |          |            |
| Örményország       | 21    |          |               |                  |          |              |           |          |              |             |          |            |              |              |            | 2           |               |          |                    | 1        |          |             |          |          |            |          | 6             | 10       |          |            |            |          | 2          |           |            |          |           |          |          |            |          |          |            |
| Hollandia          | 15    |          |               |                  |          |              |           |          |              |             | 1        |            |              | 1            |            |             | 2             |          |                    |          |          | 1           |          | 10       |            |          |               |          |          |            |            |          |            |           |            |          |           |          |          |            |          |          |            |
| Moldova            | 264   | 5        | 6             | 10               | 3        | 6            | 5         |          | 10           | 12          | 8        | 12         | 10           | 4            | 12         | 6           | 6             | 6        | 6                  | 6        | 12       | 7           | 12       | 7        | 8          | 10       | 7             |          |          | 3          | 5          | 6        | 5          | 3         | 8          | 7        | 2         | 1        | 8        | 8          |          | 8        | 4          |
| Magyarország       | 152   | 1        | 5             | 8                | 5        |              | 6         |          |              | 4           | 3        | 2          | 7            | 12           |            |             |               | 4        | 1                  |          | 10       | 3           | 4        | 1        | 4          | 6        | 2             |          | 6        | 7          | 4          | 2        |            | 5         | 2          | 12       | 3         | 2        | 2        | 4          | 5        | 2        | 8          |
| Olaszország        | 208   | 8        |               |                  | 6        | 4            | 2         | 4        | 4            |             |          | 4          | 6            | 7            | 2          | 7           | 8             | 2        | 2                  | 8        | 6        | 4           |          | 5        | 1          |          | 5             | 5        | 12       | 10         | 8          | 7        | 1          | 10        | 3          | 6        | 8         | 12       | 1        | 10         | 10       | 5        | 5          |
| Dánia              | 8     |          |               |                  |          |              |           |          |              |             |          |            |              |              | 8          |             |               |          |                    |          |          |             |          |          |            |          |               |          |          |            |            |          |            |           |            |          |           |          |          |            |          |          |            |
| Portugália         | 376   | 12       | 10            | 7                | 12       | 10           | 12        | 6        | 7            | 5           | 5        |            | 8            | 10           | 7          | 8           | 12            | 12       | 8                  | 7        | 7        | 12          | 10       | 12       | 10         | 7        | 12            | 8        | 8        | 8          | 12         | 12       | 8          | 8         | 10         | 8        | 7         | 8        | 10       | 7          | 12       | 12       | 10         |
| Azerbajdzsán       | 42    |          |               |                  |          |              |           | 10       |              |             |          |            |              |              |            |             |               |          |                    |          |          |             |          |          |            |          |               | 12       |          | 5          |            |          | 10         | 4         |            |          |           |          |          | 1          |          |          |            |
| Horvátország       | 103   |          | 1             |                  | 4        |              | 3         |          | 5            | 6           |          |            |              |              | 1          |             |               | 1        | 5                  |          | 3        | 8           |          |          | 2          | 1        |               |          | 7        | 12         |            |          |            | 12        |            | 5        | 10        | 3        | 3        | 3          | 8        |          |            |
| Ausztrália         | 2     |          |               |                  |          |              |           |          |              |             | 2        |            |              |              |            |             |               |          |                    |          |          |             |          |          |            |          |               |          |          |            |            |          |            |           |            |          |           |          |          |            |          |          |            |
| Görögország        | 29    |          |               |                  |          | 1            |           | 7        |              |             |          |            |              |              |            |             |               |          |                    | 12       | 1        |             |          |          |            | 5        |               |          | 3        |            |            |          |            |           |            |          |           |          |          |            |          |          |            |
| Spanyolország      | 5     |          |               |                  |          |              |           |          |              |             |          | 5          |              |              |            |             |               |          |                    |          |          |             |          |          |            |          |               |          |          |            |            |          |            |           |            |          |           |          |          |            |          |          |            |
| Norvégia           | 29    |          |               | 5                |          |              |           |          |              |             | 7        |            |              |              |            |             |               |          |                    |          |          |             | 1        |          | 6          |          |               |          |          |            | 2          | 1        |            |           | 1          |          |           |          |          |            |          | 6        |            |
| Egyesült Királyság | 12    |          |               |                  |          |              |           |          |              |             |          |            |              |              | 3          |             | 1             |          |                    |          |          |             |          |          |            |          |               |          |          |            |            |          |            |           |            |          |           | 4        | 4        |            |          |          |            |
| Ciprus             | 32    |          |               |                  |          | 12           |           |          | 2            |             |          |            |              |              |            | 12          |               |          |                    |          |          |             |          |          |            | 3        |               | 2        |          | 1          |            |          |            |           |            |          |           |          |          |            |          |          |            |
| Románia            | 224   | 7        | 7             | 2                | 10       | 2            | 7         | 12       | 6            | 10          | 4        | 7          | 2            | 6            | 10         | 1           | 7             | 10       | 7                  | 4        |          | 6           | 3        | 6        | 3          | 8        | 10            |          | 4        |            | 3          | 5        | 6          | 2         | 5          | 4        |           | 6        | 12       | 6          | 4        | 4        | 6          |
| Németország        | 3     |          |               |                  |          |              |           |          |              |             |          |            |              |              |            |             |               |          |                    |          |          |             |          |          |            |          |               |          |          |            |            |          |            |           |            |          |           |          |          |            | 3        |          |            |
| Ukrajna            | 24    |          | 2             | 1                |          |              |           |          |              | 7           |          | 3          |              |              |            |             |               |          |                    |          |          |             |          |          |            |          |               | 4        |          |            |            |          | 7          |           |            |          |           |          |          |            |          |          |            |
| Belgium            | 255   | 6        | 12            | 6                | 8        | 5            | 10        | 2        | 8            | 2           | 6        | 10         | 4            | 5            | 4          | 5           | 4             | 7        | 3                  | 2        | 5        | 10          | 5        |          | 12         | 4        | 8             |          | 5        | 4          | 10         | 10       | 4          | 6         | 12         | 3        | 4         | 5        | 5        | 5          | 7        | 10       | 12         |
| Svédország         | 126   | 3        | 3             | 3                | 1        | 3            | 4         | 3        | 3            |             | 12       | 1          | 3            | 2            | 6          | 3           | 5             | 5        | 4                  | 5        | 2        |             | 7        | 2        |            | 2        |               | 1        | 2        |            | 6          | 8        |            | 1         | 4          | 1        | 5         | 7        |          | 2          | 1        | 3        | 3          |
| Bulgária           | 337   | 10       | 8             | 12               | 7        | 7            | 8         | 8        | 12           | 8           | 10       | 8          | 12           | 8            | 5          | 10          | 10            | 8        | 12                 | 10       | 8        | 5           | 2        | 8        | 7          |          | 4             | 7        | 10       | 6          | 7          | 4        | 12         | 7         | 7          | 10       | 12        | 10       | 6        | 12         | 6        | 7        | 7          |
| Franciaország      | 90    | 4        |               | 4                |          | 8            |           | 5        | 1            | 1           |          | 6          | 5            | 3            |            | 4           | 3             |          |                    | 3        | 4        |             | 6        | 3        |            | 12       |               | 3        | 1        | 2          | 1          |          |            |           |            | 2        | 6         |          |          |            | 2        |          | 1          |

A sorok és az oszlopok a fellépés sorrendjében vannak rendezve. Az oszlopokban előbb a döntősök, majd az elődöntőkben kiesettek találhatók a fellépés sorrendjében.

### 12 pontos országok

#### Zsűri szavazás
Az alábbi országok kaptak 12 pontot a döntőben a zsűritől:
| Darab | Jutalmazott ország | Szavazó ország |
| ----- | ------------------ | --- |
| 18    | Portugália         | Örményország, Csehország, Franciaország, Grúzia, Magyarország, Izland, Izrael, Lettország, Litvánia, Hollandia, Lengyelország, San Marino, Szerbia, Szlovénia, Spanyolország, Svédország, Svájc, Egyesült Királyság |
| 4     | Bulgária           | Fehéroroszország, Macedónia, Észtország, Norvégia |
| 3     | Svédország         | Belgium, Dánia, Finnország |
| 2     | Fehéroroszország   | Azerbajdzsán, Ukrajna |
| 2     | Hollandia          | Ausztria, Románia |
| 2     | Olaszország        | Albánia, Málta |
| 2     | Azerbajdzsán       | Olaszország, Portugália |
| 2     | Görögország        | Ciprus, Montenegró |
| 1     | Ausztria           | Bulgária |
| 1     | Magyarország       | Horvátország |
| 1     | Norvégia           | Németország |
| 1     | Egyesült Királyság | Ausztrália |
| 1     | Ciprus             | Görögország |
| 1     | Románia            | Moldova |
| 1     | Belgium            | Írország |

#### Nézői szavazás
Az alábbi országok kaptak 12 pontot a döntőben a nézőktől:
| Darab | Jutalmazott ország | Szavazó ország |
| ----- | ------------------ | --- |
| 12    | Portugália         | Ausztria, Belgium, Finnország, Franciaország, Németország, Izland, Izrael, Litvánia, Hollandia, Norvégia, Spanyolország, Svájc |
| 7     | Bulgária           | Azerbajdzsán, Fehéroroszország, Csehország, Macedónia, Magyarország, San Marino, Egyesült Királyság                            |
| 5     | Moldova            | Ausztrália, Olaszország, Portugália, Románia, Ukrajna                                                                          |
| 4     | Belgium            | Észtország, Lettország, Lengyelország, Svédország                                                                              |
| 2     | Magyarország       | Horvátország, Szerbia |
| 2     | Olaszország        | Albánia, Málta |
| 2     | Horvátország       | Montenegró, Szlovénia |
| 2     | Ciprus             | Görögország, Örményország |
| 2     | Románia            | Moldova, Írország |
| 1     | Azerbajdzsán       | Grúzia |
| 1     | Görögország        | Ciprus |
| 1     | Svédország         | Dánia |
| 1     | Franciaország      | Bulgária |

### Zsűri és nézői szavazás külön
| Helyezés | Zsűri szavazatok   | Zsűri szavazatok | Nézői szavazatok   | Nézői szavazatok |
| Helyezés | Ország             | Pontszám         | Ország             | Pontszám         |
| -------- | ------------------ | ---------------- | ------------------ | ---------------- |
| 1.       | Portugália         | 382              | Portugália         | 376              |
| 2.       | Bulgária           | 278              | Bulgária           | 337              |
| 3.       | Svédország         | 218              | Moldova            | 264              |
| 4.       | Ausztrália         | 171              | Belgium            | 255              |
| 5.       | Hollandia          | 135              | Románia            | 224              |
| 6.       | Norvégia           | 129              | Olaszország        | 208              |
| 7.       | Olaszország        | 126              | Magyarország       | 152              |
| 8.       | Moldova            | 110              | Svédország         | 126              |
| 9.       | Belgium            | 108              | Horvátország       | 103              |
| 10.      | Egyesült Királyság | 99               | Franciaország      | 90               |
| 11.      | Ausztria           | 93               | Azerbajdzsán       | 42               |
| 12.      | Azerbajdzsán       | 78               | Lengyelország      | 41               |
| 13.      | Dánia              | 69               | Fehéroroszország   | 33               |
| 14.      | Örményország       | 58               | Ciprus             | 32               |
| 15.      | Románia            | 58               | Norvégia           | 29               |
| 16.      | Fehéroroszország   | 50               | Görögország        | 29               |
| 17.      | Magyarország       | 48               | Ukrajna            | 24               |
| 18.      | Görögország        | 48               | Örményország       | 21               |
| 19.      | Franciaország      | 45               | Hollandia          | 15               |
| 20.      | Ciprus             | 36               | Egyesült Királyság | 12               |
| 21.      | Izrael             | 34               | Dánia              | 8                |
| 22.      | Horvátország       | 25               | Izrael             | 5                |
| 23.      | Lengyelország      | 23               | Spanyolország      | 5                |
| 24.      | Ukrajna            | 12               | Németország        | 3                |
| 25.      | Németország        | 3                | Ausztrália         | 2                |
| 26.      | Spanyolország      | 0                | Ausztria           | 0                |

### Magyarország zsűri és nézői szavazás eredményei
| Ország             | Zsűri szavazás                    | Zsűri szavazás                    | Zsűri szavazás                    | Zsűri szavazás                    | Zsűri szavazás                    | Zsűri szavazás                    | Zsűri szavazás                    | Nézői szavazás                    | Nézői szavazás                    |
| Ország             | Caramel                           | Závodi G.                         | Király V.                         | Zséda                             | Várallyay P.                      | Helyezés                          | Pontszám                          | Helyezés                          | Pontszám                          |
| ------------------ | --------------------------------- | --------------------------------- | --------------------------------- | --------------------------------- | --------------------------------- | --------------------------------- | --------------------------------- | --------------------------------- | --------------------------------- |
| Izrael             | 12.                               | 23.                               | 22.                               | 19.                               | 22.                               | 21.                               |                                   | 14.                               |                                   |
| Lengyelország      | 19.                               | 7.                                | 17.                               | 18.                               | 17.                               | 17.                               |                                   | 12.                               |                                   |
| Fehéroroszország   | 14.                               | 17.                               | 18.                               | 12.                               | 16.                               | 15.                               |                                   | 20.                               |                                   |
| Ausztria           | 6.                                | 13.                               | 9.                                | 16.                               | 10.                               | 11.                               |                                   | 15.                               |                                   |
| Örményország       | 15.                               | 6.                                | 15.                               | 13.                               | 2.                                | 9.                                | 2                                 | 19.                               |                                   |
| Hollandia          | 4.                                | 3.                                | 2.                                | 3.                                | 3.                                | 3.                                | 8                                 | 11.                               |                                   |
| Moldova            | 17.                               | 16.                               | 10.                               | 11.                               | 15.                               | 14.                               |                                   | 2.                                | 10                                |
| Magyarország       | Nem lehet saját országra szavazni | Nem lehet saját országra szavazni | Nem lehet saját országra szavazni | Nem lehet saját országra szavazni | Nem lehet saját országra szavazni | Nem lehet saját országra szavazni | Nem lehet saját országra szavazni | Nem lehet saját országra szavazni | Nem lehet saját országra szavazni |
| Olaszország        | 16.                               | 15.                               | 21.                               | 22.                               | 18.                               | 20.                               |                                   | 7.                                | 4                                 |
| Dánia              | 2.                                | 14.                               | 5.                                | 8.                                | 5.                                | 6.                                | 5                                 | 23.                               |                                   |
| Portugália         | 5.                                | 1.                                | 1.                                | 1.                                | 4.                                | 1.                                | 12                                | 4.                                | 7                                 |
| Azerbajdzsán       | 11.                               | 5.                                | 12.                               | 9.                                | 8.                                | 7.                                | 4                                 | 17.                               |                                   |
| Horvátország       | 23.                               | 24.                               | 25.                               | 17.                               | 25.                               | 24.                               |                                   | 6.                                | 5                                 |
| Ausztrália         | 3.                                | 4.                                | 4.                                | 7.                                | 9.                                | 4.                                | 7                                 | 16.                               |                                   |
| Görögország        | 22.                               | 19.                               | 19.                               | 24.                               | 21.                               | 22.                               |                                   | 21.                               |                                   |
| Spanyolország      | 24.                               | 22.                               | 23.                               | 25.                               | 24.                               | 25.                               |                                   | 25.                               |                                   |
| Norvégia           | 7.                                | 9.                                | 6.                                | 4.                                | 1.                                | 5.                                | 6                                 | 13.                               |                                   |
| Egyesült Királyság | 8.                                | 12.                               | 7.                                | 5.                                | 14.                               | 8.                                | 3                                 | 18.                               |                                   |
| Ciprus             | 18.                               | 10.                               | 20.                               | 20.                               | 20.                               | 18.                               |                                   | 9.                                | 2                                 |
| Románia            | 25.                               | 25.                               | 24.                               | 14.                               | 23.                               | 23.                               |                                   | 5.                                | 6                                 |
| Németország        | 21.                               | 20.                               | 14.                               | 15.                               | 19.                               | 19.                               |                                   | 22.                               |                                   |
| Ukrajna            | 13.                               | 18.                               | 16.                               | 23.                               | 7.                                | 16.                               |                                   | 24.                               |                                   |
| Belgium            | 20.                               | 21.                               | 8.                                | 6.                                | 13.                               | 13.                               |                                   | 3.                                | 8                                 |
| Svédország         | 10.                               | 8.                                | 11.                               | 10.                               | 12.                               | 10.                               | 1                                 | 8.                                | 3                                 |
| Bulgária           | 1.                                | 2.                                | 3.                                | 2.                                | 6.                                | 2.                                | 10                                | 1.                                | 12                                |
| Franciaország      | 9.                                | 11.                               | 13.                               | 21.                               | 11.                               | 12.                               |                                   | 10.                               | 1                                 |

## Nemzetközi közvetítések

### Kommentátorok
| Ország                    | Kommentátor                                                                            | Közvetítés                                                             | Közvetítés                                                             | Közvetítés                                                             |
| Ország                    | Kommentátor                                                                            | Első elődöntő                                                          | Második elődöntő                                                       | Döntő                                                                  |
| ------------------------- | -------------------------------------------------------------------------------------- | ---------------------------------------------------------------------- | ---------------------------------------------------------------------- | ---------------------------------------------------------------------- |
| Albánia                   | Andri Xhahu                                                                            | TVSH, RTSH HD, RTSH Muzikë, Radio Tirana                               | TVSH, RTSH HD, RTSH Muzikë, Radio Tirana                               | TVSH, RTSH HD, RTSH Muzikë, Radio Tirana                               |
| Amerikai Egyesült Államok | Michelle Visage és Ross Mathews                                                        | Nem volt közvetítés                                                    | Nem volt közvetítés                                                    | Logo TV                                                                |
| Ausztrália                | Myf Warhurst és Joel Creasey                                                           | SBS                                                                    | SBS                                                                    | SBS                                                                    |
| Ausztria                  | Andi Knoll                                                                             | ORF eins                                                               | ORF eins                                                               | ORF eins                                                               |
| Azerbajdzsán              | Azər Süleymanlı                                                                        | İTV                                                                    | İTV                                                                    | İTV                                                                    |
| Belgium                   | Peter Van de Veire (hollandul)                                                         | Eén, Radio 2                                                           | Eén, Radio 2                                                           | Eén, Radio 2                                                           |
| Belgium                   | Maureen Louys és Jean-Louis Lahaye (franciául)                                         | La Une                                                                 | La Une                                                                 | La Une                                                                 |
| Belgium                   | Olivier Gilain (franciául)                                                             | VivaCité                                                               | Nem volt közvetítés                                                    | VivaCité                                                               |
| Bulgária                  | Elena Rosberg és Georgi Kushvaliev                                                     | BNT 1, BNT HD                                                          | BNT 1, BNT HD                                                          | BNT 1, BNT HD                                                          |
| Ciprus                    | Hrisztiána Artemíu és Tászosz Trífonosz                                                | RIK 1, RIK Sat, RIK HD, Tríto Prógramma                                | RIK 1, RIK Sat, RIK HD, Tríto Prógramma                                | RIK 1, RIK Sat, RIK HD, Tríto Prógramma                                |
| Csehország                | Libor Bouček (összes műsor), Martina Bárta (döntő)                                     | ČT2                                                                    | ČT2                                                                    | ČT1                                                                    |
| Dánia                     | Ole Tøpholm                                                                            | DR1                                                                    | DR1                                                                    | DR1                                                                    |
| Egyesült Királyság        | Mel Giedroyc és Scott Mills (elődöntők); Graham Norton (döntő)                         | BBC Four                                                               | BBC Four                                                               | BBC One                                                                |
| Egyesült Királyság        | Ken Bruce                                                                              | Nem volt közvetítés                                                    | Nem volt közvetítés                                                    | BBC Radio 2                                                            |
| Macedónia                 | Karolina Petkovska                                                                     | MRT 1                                                                  | MRT 1                                                                  | MRT 1                                                                  |
| Észtország                | Marko Reikop (észtül)                                                                  | ETV                                                                    | ETV                                                                    | ETV                                                                    |
| Észtország                | Julia Kalenda és Aleksandr Hobotov (oroszul)                                           | ETV+                                                                   | ETV+                                                                   | ETV+                                                                   |
| Fehéroroszország          | Jevhenyij Perlin                                                                       | Belarusz-1, Belarusz-24                                                | Belarusz-1, Belarusz-24                                                | Belarusz-1, Belarusz-24                                                |
| Finnország                | Mikko Silvennoinen (finnül)                                                            | Yle TV1                                                                | Yle TV2                                                                | Yle TV2                                                                |
| Finnország                | Eva Frantz és Johan Lindroos (svédül)                                                  | Yle Fem                                                                | Yle Fem                                                                | Yle Fem                                                                |
| Franciaország             | Marianne James (elődöntők és döntő); Jarry (elődöntők), Stéphane Bern és Amir (döntő)  | France 4                                                               | France 4                                                               | France 2                                                               |
| Görögország               | María Kozáku és Jórgosz Kaputzídisz                                                    | ERT1, ERT HD, ERT World, ERA 1, Voice of Greece                        | ERT1, ERT HD, ERT World, ERA 1, Voice of Greece                        | ERT1, ERT HD, ERT World, ERA 1, Voice of Greece                        |
| Grönland                  | Ole Tøpholm                                                                            | Nem volt közvetítés                                                    | Nem volt közvetítés                                                    | KNR                                                                    |
| Grúzia                    | Demetre Ergemlidze                                                                     | 1TV                                                                    | 1TV                                                                    | 1TV                                                                    |
| Hollandia                 | Cornald Maas és Jan Smit                                                               | NPO 1, BVN                                                             | NPO 1, BVN                                                             | NPO 1, BVN                                                             |
| Horvátország              | Duško Čurlić                                                                           | HRT 1                                                                  | HRT 1                                                                  | HRT 1                                                                  |
| Horvátország              | Zlatko Turkalj                                                                         | HR 2                                                                   | HR 2                                                                   | HR 2                                                                   |
| Írország                  | Marty Whelan                                                                           | RTÉ 2                                                                  | RTÉ 2                                                                  | RTÉ One                                                                |
| Izland                    | Gísli Marteinn Baldursson                                                              | RÚV, Rás 2                                                             | RÚV, Rás 2                                                             | RÚV, Rás 2                                                             |
| Izrael                    | héber feliratozás                                                                      | CH.1                                                                   | CH.1                                                                   | CH.1                                                                   |
| Izrael                    | Kobi Menora, Dori Ben Ze’ev és Alon Amir                                               | 88 FM                                                                  | 88 FM                                                                  | 88 FM                                                                  |
| Kazahsztán                | Kaldybek Zhaysanbaev és Diana Snegina                                                  | Xabar                                                                  | Xabar                                                                  | Xabar                                                                  |
| Kína                      | Li Vej Szung és Li Sih Siung                                                           | Hunan TV                                                               | Hunan TV                                                               | Hunan TV                                                               |
| Lengyelország             | Artur Orzech                                                                           | TVP 1, TVP Polonia (élőben), TVP Rozrywka (felvételről)                | TVP 1, TVP Polonia (élőben), TVP Rozrywka (felvételről)                | TVP 1, TVP Polonia (élőben), TVP Rozrywka (felvételről)                |
| Lettország                | Valters Frīdenbergs (összes műsor), Toms Grēviņš (döntő)                               | LTV1                                                                   | LTV1                                                                   | LTV1                                                                   |
| Litvánia                  | Darius Užkuraitis és Gerūta Griniūtė                                                   | LRT televizija, LRT HD                                                 | LRT televizija, LRT HD                                                 | LRT televizija, LRT HD                                                 |
| Magyarország              | Rátonyi Kriszta és Fehérvári Gábor Alfréd                                              | Duna                                                                   | Duna                                                                   | Duna                                                                   |
| Málta                     | kommentár nélkül                                                                       | TVM                                                                    | TVM                                                                    | TVM                                                                    |
| Moldova                   | Gloria Gorceag                                                                         | Moldova 1, Radio Moldova, Radio Moldova Muzical, Radio Moldova Tineret | Moldova 1, Radio Moldova, Radio Moldova Muzical, Radio Moldova Tineret | Moldova 1, Radio Moldova, Radio Moldova Muzical, Radio Moldova Tineret |
| Montenegró                | Dražen Bauković és Tijana Mišković                                                     | TVCG 1, TVCG SAT                                                       | TVCG 1, TVCG SAT                                                       | TVCG 1, TVCG SAT                                                       |
| Németország               | Peter Urban                                                                            | DW-TV, ONE                                                             | DW-TV, ONE                                                             | DW-TV, ONE                                                             |
| Németország               | Peter Urban                                                                            | Nem volt közvetítés                                                    | NDR Fernsehen                                                          | Das Erste                                                              |
| Norvégia                  | Olav Viksmo Slettan                                                                    | NRK1                                                                   | NRK1                                                                   | NRK1                                                                   |
| Norvégia                  | Ole Christian Øen                                                                      | Nem volt közvetítés                                                    | NRK P1                                                                 | NRK P1                                                                 |
| Norvégia                  | Ronny Brede Aase, Silje Nordnes és Markus Neby                                         | Nem volt közvetítés                                                    | Nem volt közvetítés                                                    | NRK3                                                                   |
| Norvégia                  | jelnyelvi tolmácsok                                                                    | Nem volt közvetítés                                                    | Nem volt közvetítés                                                    | NRK Tegnspråk                                                          |
| Olaszország               | Andrea Delogu és Ema Stokholma (elődöntők), Flavio Insinna és Federico Russo (döntő)   | Rai 4                                                                  | Rai 4                                                                  | Rai 1                                                                  |
| Örményország              | Avet Barseghyan és Gohar Gasparyan                                                     | H1                                                                     | H1                                                                     | H1                                                                     |
| Portugália                | José Carlos Malato és Nuno Galopim                                                     | RTP1, RTP Internacional                                                | RTP1, RTP Internacional                                                | RTP1, RTP Internacional                                                |
| Románia                   | Liana Stanciu és Radu Andrei Tudor                                                     | TVR1, TVR HD                                                           | TVR1, TVR HD                                                           | TVR1, TVR HD                                                           |
| San Marino                | Lia Fiorio és Gigi Restivo                                                             | SMtv San Marino, Radio San Marino                                      | SMtv San Marino, Radio San Marino                                      | SMtv San Marino, Radio San Marino                                      |
| Spanyolország             | Julia Varela és José María Íñigo                                                       | La 2                                                                   | La 2                                                                   | La 1                                                                   |
| Svájc                     | Jean-Marc Richard és Nicolas Tanner (franciául)                                        | RTS Deux                                                               | RTS Deux                                                               | RTS Un                                                                 |
| Svájc                     | Sven Epiney (németül)                                                                  | SRF zwei                                                               | SRF zwei                                                               | SRF 1                                                                  |
| Svájc                     | Clarissa Tami és Sebalter (olaszul)                                                    | RSI La 2                                                               | RSI La 2                                                               | RSI La 1                                                               |
| Svédország                | Edward af Sillén és Måns Zelmerlöw                                                     | SVT1                                                                   | SVT1                                                                   | SVT1                                                                   |
| Svédország                | Carolina Norén, Björn Kjellman és Ola Gäverth                                          | SR P4                                                                  | SR P4                                                                  | SR P4                                                                  |
| Szerbia                   | Silvana Grujić és Olga Kapor (összes műsor); Duška Vučinić (második elődöntő és döntő) | RTS 1, RTS HD, RTS Sat                                                 | RTS 1, RTS HD, RTS Sat                                                 | RTS 1, RTS HD, RTS Sat                                                 |
| Szlovénia                 | Andrej Hofer                                                                           | TV Slovenija 2                                                         | TV Slovenija 2                                                         | TV Slovenija 1                                                         |
| Szlovénia                 | Andrej Hofer                                                                           | Nem volt közvetítés                                                    | Radio Val 202                                                          | Radio Val 202                                                          |
| Szlovénia                 | Andrej Hofer                                                                           | Radio Maribor                                                          |                                                                        |                                                                        |
| Ukrajna                   | Tetjana Terehova és Andrij Horodiszkij                                                 | UA:Persij                                                              | UA:Persij                                                              | UA:Persij                                                              |
| Ukrajna                   | Olena Zelinchenko és Roman Kolyada                                                     | UR 1                                                                   | UR 1                                                                   | UR 1                                                                   |

Megjegyzés: Az egyes országok televíziócsatornái illetve rádiói alapesetben élőben közvetítették a dalfesztivált. Ez néhány esetben eltérhetett, mely a fenti táblázatban is fel van tüntetve.

## Nézettség
A dalfesztivál összes felvezető műsorát és nemzetközi adását Magyarországon a Duna nemzeti főadó közvetítette.
A műsor magyarországi nézettsége:
| Adás             | Sugárzás                   | Sugárzás | Sugárzás | Sugárzás | Teljes lakosság (4+) | Teljes lakosság (4+) | Célközönség (18–49) | Célközönség (18–49) |
| Adás             | Adásnap                    | Kezdés   | Vége     | Hossz    | AMR (fő)             | SHR (%)              | AMR (fő)            | SHR (%)             |
| ---------------- | -------------------------- | -------- | -------- | -------- | -------------------- | -------------------- | ------------------- | ------------------- |
| Elővízió         | 2017. május 9., kedd       | 20:30    |          | 0:24:34  | 160 175              | 3,7                  | 22 962              | 1,6                 |
| Első elődöntő    | 2017. május 9., kedd       | 21:00    | 23:13    | 2:13:01  | 211 817              | 6,1                  | 57 047              | 4,2                 |
| Elővízió         | 2017. május 11., csütörtök | 20:30    |          | 0:26     | 201 088              | 4,9                  | 49 491              | 3,7                 |
| Második elődöntő | 2017. május 11., csütörtök | 21:00    | 23:13    | 2:13:16  | 417 291              | 12,3                 | 121 898             | 9,6                 |
| Elővízió         | 2017. május 13., szombat   | 20:30:56 | 20:57:20 | 0:26:24  | 461 995              | 11,9                 | 148 481             | 11,2                |
| Döntő            | 2017. május 13., szombat   | 20:59:51 | 0:45:01  | 3:45:10  | 798 914              | 27,3                 | 335 885             | 27,9                |

A 2017-es Eurovíziós Dalfesztivál nézettségi adatai más országokban:
- Ausztria – Körülbelül 438 000 osztrák látta, ahogy Nathan Trentet hirdették ki utolsó továbbjutóként a második elődöntőben.[107]
- Csehország – Az első döntőben 90 000-nel esett vissza a nézőszám 2016-hoz képest, hiszen 145 000-en látták a műsort.[108]
- Németország – Annak ellenére, hogy Németország nem volt érdekelt az első elődöntőben a nézőszám 210 000-rel nőtt az előző évhez képest, megközelítőleg 560 000-an nézték a műsort.[109] A második elődöntő 570 000 német néző látta, ami viszont 2016-hoz képest 140 000-es visszaesés.[110]
- Portugália – Körülbelül 893 000 portugál látta ahogy, Salvador Sobral hét év után bejuttatta Portugáliát az Eurovíziós Dalfesztivál döntőjébe.[111]

A 2017-es dalfesztivál elődöntőit és döntőjét körülbelül 182 millió ember látta, ami 22 milliós visszaesés az előző évhez képest.

## Egyéb díjak

### Marcel Bezençon-díj
| Kategória       | Ország      | Előadó            | Dal                 | Zeneszerzők                                                         |
| --------------- | ----------- | ----------------- | ------------------- | ------------------------------------------------------------------- |
| Művészeti díj   | Portugália  | Salvador Sobral   | Amar pelos dois     | Luísa Sobral                                                        |
| Zeneszerzői díj | Portugália  | Salvador Sobral   | Amar pelos dois     | Luísa Sobral                                                        |
| Sajtódíj        | Olaszország | Francesco Gabbani | Occidentali’s Karma | Francesco Gabbani, Filippo Gabbani, Fabio Ilacqua, Luca Chiaravalli |

### OGAE-szavazás
| Hely | Ország        | Előadó             | Dal                 | Pontszám |
| ---- | ------------- | ------------------ | ------------------- | -------- |
| 1.   | Olaszország   | Francesco Gabbani  | Occidentali’s Karma | 497      |
| 2.   | Belgium       | Blanche            | City Lights         | 335      |
| 3.   | Svédország    | Robin Bengtsson    | I Can’t Go On       | 308      |
| 4.   | Franciaország | Alma               | Requiem             | 277      |
| 5.   | Észtország    | Koit Toome & Laura | Verona              | 242      |

### Barbara Dex-díj

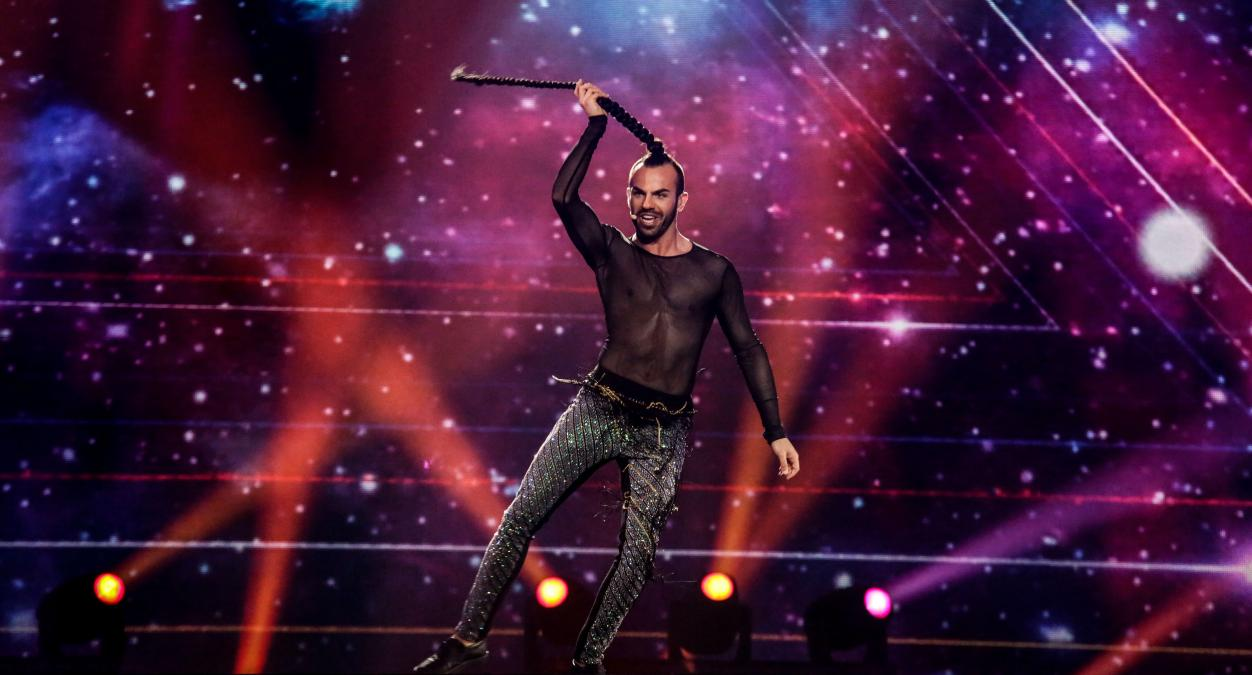
Slavko Kalezić

| Hely | Ország     | Előadó         |
| ---- | ---------- | -------------- |
| 1.   | Montenegró | Slavko Kalezić |
| 2.   | Lettország | Triana Park    |
| 3.   | Csehország | Martina Bárta  |

## Hivatalos album
A Eurovision Song Contest: Kyiv 2017 (magyarul: Eurovíziós Dalfesztivál: Kijev 2017) a 2017-es Eurovíziós Dalfesztivál dalainak válogatáslemeze, melyet az Európai Műsorsugárzók Uniója (EBU) jelentetett meg 2017. április 28-án. Az album tartalmazza a 42 részt vevő ország dalát, beleértve azokat az elődöntős országokat is, akik nem jutottak tovább a döntőbe és Oroszországot is, mely később visszalépett a versenytől.
| CD 1  | CD 1                                      | CD 1                 | CD 1  | CD 1 | CD 1 | CD 1 | CD 1 | CD 1 | CD 1 |
|       | Cím                                       | Előadó               | Hossz |      |      |      |      |      |      |
| ----- | ----------------------------------------- | -------------------- | ----- | ---- | ---- | ---- | ---- | ---- | ---- |
| 1.    | World (Albánia)                           | Lindita              | 2:56  |      |      |      |      |      |      |
| 2.    | Fly with Me (Örményország)                | Artsvik              | 2:59  |      |      |      |      |      |      |
| 3.    | Don’t Come Easy (Ausztrália)              | Isaiah               | 3:04  |      |      |      |      |      |      |
| 4.    | Running on Air (Ausztria)                 | Nathan Trent         | 2:47  |      |      |      |      |      |      |
| 5.    | Skeletons (Azerbajdzsán)                  | Dihaj                | 2:59  |      |      |      |      |      |      |
| 6.    | City Lights (Belgium)                     | Blanche              | 2:59  |      |      |      |      |      |      |
| 7.    | Beautiful Mess (Bulgária)                 | Kristian Kostov      | 3:00  |      |      |      |      |      |      |
| 8.    | Story of My Life (Fehéroroszország)       | Naviband             | 3:00  |      |      |      |      |      |      |
| 9.    | Apollo (Svájc)                            | Timebelle            | 2:59  |      |      |      |      |      |      |
| 10.   | Gravity (Ciprus)                          | Hovig                | 2:59  |      |      |      |      |      |      |
| 11.   | My Turn (Csehország)                      | Martina Bárta        | 2:58  |      |      |      |      |      |      |
| 12.   | Perfect Life (Németország)                | Levina               | 3:00  |      |      |      |      |      |      |
| 13.   | Where I Am (Dánia)                        | Anja Nissen          | 2:59  |      |      |      |      |      |      |
| 14.   | Do It for Your Lover (Spanyolország)      | Manel Navarro        | 3:00  |      |      |      |      |      |      |
| 15.   | Verona (Észtország)                       | Koit Toome & Laura   | 3:02  |      |      |      |      |      |      |
| 16.   | Blackbird (Finnország)                    | Norma John           | 3:06  |      |      |      |      |      |      |
| 17.   | Requiem (Franciaország)                   | Alma                 | 3:00  |      |      |      |      |      |      |
| 18.   | Never Give Up on You (Egyesült Királyság) | Lucie Jones          | 3:00  |      |      |      |      |      |      |
| 19.   | Keep the Faith (Grúzia)                   | Tamara Gachechiladze | 2:58  |      |      |      |      |      |      |
| 20.   | This Is Love (Görögország)                | Demy                 | 3:01  |      |      |      |      |      |      |
| 21.   | My Friend (Horvátország)                  | Jacques Houdek       | 3:00  |      |      |      |      |      |      |
| 22.   | Origo (Magyarország)                      | Pápai Joci           | 3:03  |      |      |      |      |      |      |
| 65:44 |                                           |                      |       |      |      |      |      |      |      |

| CD 2  | CD 2                              | CD 2                              | CD 2  | CD 2 | CD 2 | CD 2 | CD 2 | CD 2 | CD 2 |
|       | Cím                               | Előadó                            | Hossz |      |      |      |      |      |      |
| ----- | --------------------------------- | --------------------------------- | ----- | ---- | ---- | ---- | ---- | ---- | ---- |
| 1.    | Dying to Try (Írország)           | Brendan Murray                    | 3:00  |      |      |      |      |      |      |
| 2.    | Paper (Izland)                    | Svala                             | 2:59  |      |      |      |      |      |      |
| 3.    | I Feel Alive (Izrael)             | Imri                              | 3:00  |      |      |      |      |      |      |
| 4.    | Occidentali’s Karma (Olaszország) | Francesco Gabbani                 | 3:03  |      |      |      |      |      |      |
| 5.    | Rain of Revolution (Litvánia)     | Fusedmarc                         | 3:05  |      |      |      |      |      |      |
| 6.    | Line (Lettország)                 | Triana Park                       | 3:08  |      |      |      |      |      |      |
| 7.    | Hey, Mamma! (Moldova)             | SunStroke Project                 | 2:59  |      |      |      |      |      |      |
| 8.    | Dance Alone (Macedónia)           | Jana Burčeska                     | 3:06  |      |      |      |      |      |      |
| 9.    | Breathlessly (Málta)              | Claudia Faniello                  | 3:00  |      |      |      |      |      |      |
| 10.   | Space (Montenegró)                | Slavko Kalezić                    | 2:59  |      |      |      |      |      |      |
| 11.   | Lights and Shadows (Hollandia)    | O’G3NE                            | 3:00  |      |      |      |      |      |      |
| 12.   | Grab the Moment (Norvégia)        | Jowst                             | 2:55  |      |      |      |      |      |      |
| 13.   | Flashlight (Lengyelország)        | Kasia Moś                         | 3:00  |      |      |      |      |      |      |
| 14.   | Amar pelos dois (Portugália)      | Salvador Sobral                   | 3:00  |      |      |      |      |      |      |
| 15.   | Yodel It! (Románia)               | Ilinca feat. Alex Florea          | 2:56  |      |      |      |      |      |      |
| 16.   | Flame Is Burning (Oroszország)    | Julia Samoylova                   | 3:02  |      |      |      |      |      |      |
| 17.   | Spirit of the Night (San Marino)  | Valentina Monetta & Jimmie Wilson | 3:05  |      |      |      |      |      |      |
| 18.   | In Too Deep (Szerbia)             | Tijana Bogićević                  | 3:07  |      |      |      |      |      |      |
| 19.   | On My Way (Szlovénia)             | Omar Naber                        | 3:00  |      |      |      |      |      |      |
| 20.   | I Can’t Go On (Svédország)        | Robin Bengtsson                   | 3:03  |      |      |      |      |      |      |
| 21.   | Time (Ukrajna)                    | O.Torvald                         | 3:04  |      |      |      |      |      |      |
| 63:31 |                                   |                                   |       |      |      |      |      |      |      |

## Térkép

A döntő résztvevői
Az elődöntőkben kiesett országok
Országok, melyek korábban részt vettek, de ebben az évben nem